# Talamanca de Jarama
Talamanca de Jarama es un municipio y localidad española de la Comunidad de Madrid. Está situado en la parte septentrional de esta comunidad autónoma, en el límite con Castilla-La Mancha. Su término se extiende sobre la comarca natural de la Campiña del Henares y por él discurre el tramo medio del río Jarama. Cuenta con una población de 4123 habitantes (INE 2021).
La villa posee un rico patrimonio histórico-artístico y en ella se conservan los vestigios románicos y románico-mudéjares de mayor valor arquitectónico existentes en el nordeste madrileño. Su casco urbano corresponde a la antigua plaza Fuerte y al Arrabal, barrios que separa el arroyo de Valdejudíos. La población está configurada en un recinto totalmente amurallado, muy característico de Castilla, durante la Edad Media.
El municipio posee un hábitat natural con numerosas aves, en especial, la avutarda común, rapaces como el aguilucho cenizo, el aguilucho pálido y ánade real. 
Cuenta con cinco monumentos catalogados como bien de interés cultural, entre los que se encuentran el ábside románico de la iglesia parroquial de San Juan Bautista y el puente romano sobre el arroyo del Caz, que se encuentra representado en el escudo.
Algunos de los edificios nobles del pueblo conservan el aspecto que tenían en el siglo XVII, lo que ha favorecido que se convierta en la capital cinematográfica de la zona. Viene siendo uno de los lugares preferidos de productores norteamericanos y españoles. En 2009 se contabilizaba ya un total de 130 películas rodadas en el municipio, a lo que se unen numerosas series de televisión.

## Geografía

### Ubicación
Integrado en la comarca de Cuenca del Medio Jarama, se sitúa a 49 km de Madrid. El término municipal está atravesado por la carretera nacional N-320, entre los pK 317 y 326, por la carretera autonómica M-103, que conecta con Valdetorres de Jarama, y por una carretera local que se dirige hacia Valdepiélagos (M-120). Tiene una superficie total de 39,36 km².
| Noroeste: El Vellón | Norte: Uceda (Guadalajara) y Valdepiélagos | Noreste: Valdepiélagos                                 |
| Oeste: El Vellón    |                                            | Este: El Casar (Guadalajara) y Valdepiélagos (exclave) |
| Suroeste El Molar   | Sur: Valdetorres de Jarama                 | Sureste: El Casar (Guadalajara)                        |

Sus principales entidades de población son Carracalderas, Las Dunas, Las Hondas, La Moraleja y San Bartolomé.

### Relieve e hidrografía
El término municipal de Talamanca se encuentra en la vertiente meridional del sistema Central, en pleno valle del Jarama, río que atraviesa la parte occidental de su término, siguiendo una dirección norte-sur. La altitud oscila entre los 789 m al este (cerro de la Carrascosa) y los 630 m a orillas del río Jarama. El pueblo se alza a 654 m sobre el nivel del mar. 
Otra de las corrientes que surcan el municipio es el arroyo de Valdejudíos, que discurre en sentido oeste-este hasta llegar al casco urbano. Aquí separa la antigua plaza Fuerte del Arrabal, poco antes de desembocar por la izquierda en el Jarama. La hidrografía del municipio se completa con el arroyo de la Galga, que también discurre por Valdetorres y Valdepiélagos, con el arroyo de San Benito (El Vellón y Valdepiélagos) y con el Caz, un canal que discurre entre el Jarama y el arroyo de Valdejudíos y que pasa bajo el puente "romano" de Talamanca.

### Clima
Mediterráneo continentalizado semiárido. Bastante frío en invierno y caluroso y seco en verano. Promedio anual de temperaturas: 14 °C. Precipitación total anual con mucha variabilidad y un promedio de 445 mm; las precipitaciones son más frecuentes en las estaciones de otoño y primavera con una estación estival con muy escasas precipitaciones. Estos datos son muy similares a los de la cercana población de Alcalá de Henares, algo más lluvioso que el de la Capital, especialmente en el otoño y el invierno, aunque con una temperatura media algo menor que la de esta ciudad y que la de la ciudad de Madrid.
Es frecuente que se produzcan inversiones térmicas con fenómenos de nieblas a causa de la influencia del río. De acuerdo a la clasificación climática de Köppen Talamanca de Jarama tiene un clima de tipo Csa (mediterráneo), que es la variedad de clima que abarca una mayor extensión de la península ibérica y se caracteriza por ser templado y con un verano seco y caluroso.
| Parámetros climáticos promedio de Talamanca de Jarama en el periodo 1961-2003 | Parámetros climáticos promedio de Talamanca de Jarama en el periodo 1961-2003 | Parámetros climáticos promedio de Talamanca de Jarama en el periodo 1961-2003 | Parámetros climáticos promedio de Talamanca de Jarama en el periodo 1961-2003 | Parámetros climáticos promedio de Talamanca de Jarama en el periodo 1961-2003 | Parámetros climáticos promedio de Talamanca de Jarama en el periodo 1961-2003 | Parámetros climáticos promedio de Talamanca de Jarama en el periodo 1961-2003 | Parámetros climáticos promedio de Talamanca de Jarama en el periodo 1961-2003 | Parámetros climáticos promedio de Talamanca de Jarama en el periodo 1961-2003 | Parámetros climáticos promedio de Talamanca de Jarama en el periodo 1961-2003 | Parámetros climáticos promedio de Talamanca de Jarama en el periodo 1961-2003 | Parámetros climáticos promedio de Talamanca de Jarama en el periodo 1961-2003 | Parámetros climáticos promedio de Talamanca de Jarama en el periodo 1961-2003 | Parámetros climáticos promedio de Talamanca de Jarama en el periodo 1961-2003 |
| Mes                                                                           | Ene.                                                                          | Feb.                                                                          | Mar.                                                                          | Abr.                                                                          | May.                                                                          | Jun.                                                                          | Jul.                                                                          | Ago.                                                                          | Sep.                                                                          | Oct.                                                                          | Nov.                                                                          | Dic.                                                                          | Anual                                                                         |
| ----------------------------------------------------------------------------- | ----------------------------------------------------------------------------- | ----------------------------------------------------------------------------- | ----------------------------------------------------------------------------- | ----------------------------------------------------------------------------- | ----------------------------------------------------------------------------- | ----------------------------------------------------------------------------- | ----------------------------------------------------------------------------- | ----------------------------------------------------------------------------- | ----------------------------------------------------------------------------- | ----------------------------------------------------------------------------- | ----------------------------------------------------------------------------- | ----------------------------------------------------------------------------- | ----------------------------------------------------------------------------- |
| Temp. media (°C)                                                              | 4.9                                                                           | 6.6                                                                           | 9.5                                                                           | 11.6                                                                          | 15.6                                                                          | 20.6                                                                          | 24.3                                                                          | 24.1                                                                          | 19.9                                                                          | 14.1                                                                          | 8.7                                                                           | 5.6                                                                           | 13.8                                                                          |
| Precipitación total (mm)                                                      | 51.3                                                                          | 44.7                                                                          | 30.5                                                                          | 48.2                                                                          | 48.3                                                                          | 30.3                                                                          | 13.0                                                                          | 12.6                                                                          | 29.6                                                                          | 50.6                                                                          | 63.7                                                                          | 52.0                                                                          | 474.7                                                                         |
| [cita requerida]                                                              |                                                                               |                                                                               |                                                                               |                                                                               |                                                                               |                                                                               |                                                                               |                                                                               |                                                                               |                                                                               |                                                                               |                                                                               |                                                                               |

### Naturaleza
Una gran parte del término municipal (el 70 % de la superficie) coincide con la ZEPA (Zona de Especial Protección para las Aves) denominada «Estepas cerealistas de los ríos Jarama y Henares», catalogada como ZEPA 139, asimismo toda la zona se encuentra inscrita en el LIC ES3110001 de las Cuencas de los ríos Jarama y Henares y por ello también forma parte de la Red Natura 2000. Es una zona declarada Área de Importancia Internacional para aves (IBA-074 “Talamanca-Camarma”). Se considera uno de los espacios naturales más valiosos de la Comunidad de Madrid en el que cría la avutarda común, acompañada por un sinfín de especies ligadas al ecosistema de los secanos cerealistas, entre las que son habituales de la zona el aguilucho cenizo, el aguilucho pálido y el alcaraván. También pueden ser observados en la zona aves más frecuentes en otras áreas de la provincia de Madrid, como el águila real o imperial, el buitre negro y el buitre leonado. Entre las especies que definieron esta zona como I.B.A. se encuentran las siguientes:
- avutarda común (Otis tarda),
- sisón (Tetrax tetrax),
- aguilucho cenizo (Circus pygargus),
- alcaraván común (Burhinus oedicnemus),
- cigüeña blanca (Ciconia ciconia),
- aguilucho pálido (Circus cyaneus),
- aguilucho lagunero (Circus aeruginosus),
- y cernícalo primilla (Falco naumanni), este último presente en la ZEPA pero ya prácticamente extinto en Talamanca.

El arroyo de La Galga es un curso de agua con personalidad propia dentro de la ZEPA. Nace en Villaseca de Uceda y llega de Guadalajara pasando por el término municipal para desembocar la margen izquierda del río Jarama en Valdetorres de Jarama. Va acompañado por un bosque de ribera formado por sauces, chopos, espino albar y taráis como especies más cercanas al agua, encontrándonos, a medida que nos alejamos de la zona inundable, olmos y fresnos, encinas y quejigos que van perfilando un paisaje que ofrece al espectador la visión de caminos privilegiados entre choperas y campos de cultivo. El arroyo no tiene embalses de regulación, pero el caudal está sujeto al régimen de precipitaciones y a los vertidos que sufre a lo largo de su recorrido. Así pues, es un arroyo que en periodo estival carece de caudal con un periodo de máximos absolutos correspondientes a las lluvias de invierno. Atravesando los caminos rurales de Talamanca se pueden contemplar bandadas de ánades reales y otras aves acuáticas, pequeñas rapaces, conejos y liebres. También está documentada la presencia de murciélago de herradura. En las zonas acuáticas de esta área se encuentran ejemplares de galápago leproso y de sapillo pintojo ibérico.
La riqueza en aves se extiende con muy diversas especies como el abejaruco, abubilla, águila culebrera, águila calzada, ánsar común, autillo, avefría, búho chico, estornino pinto, jilguero, lavandera blanca, mirlo común, pato colorado, pato cuchara, pico picapinos, petirrojo, ruiseñor común, o el verderón común, además de las citadas. En la zona recreativa del puente romano pueden observarse además oropéndolas y pitos reales y en la Huelga de San Bartolomé, polla de agua.

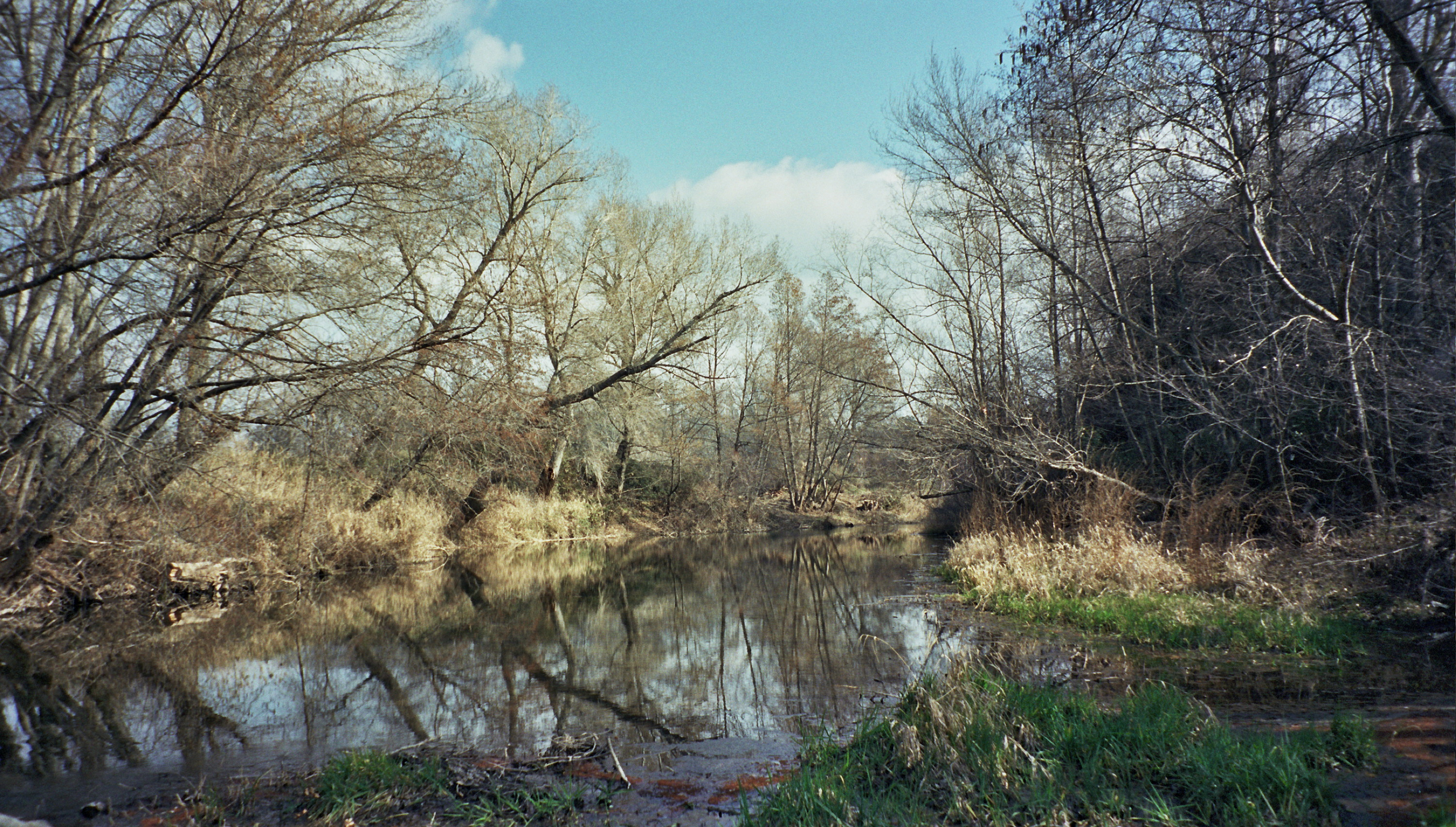
Río Jarama a su paso por Talamanca de Jarama

En el río Jarama a su paso por Talamanca, podemos hallar diversos peces, entre los que se encuentran el barbo común, la perca sol, la carpa y el pez gato. Asimismo se observa la siguiente vegetación acuática: algas verdes y pardas sobre el sustrato; hidrófitos flotantes como Myriophyllum spicatum emergentes como Typha angustufolia E. y Scirpus holoschoenus E., y gramíneas de ribera como Alopecurus aegualis Sobol. Por último destaca en general, dentro de la Mancomunidad del Jarama, la singularidad de espacios de inundación (charcas) heredadas de las terrazas fluviales y su explotación como graveras para el aprovechamiento humano y donde se pueden encontrar actualmente hasta once especies de moluscos de agua dulce, entre otras el radix auricularia y algunos peces propios de este tipo de aguas.
Fuera de los cursos fluviales muestra un paisaje propio de las campiñas de la Meseta Sur, semejante a los de los municipios que la rodean, esto es, un terreno de perfil ondulado formado por anchas terrazas fluviales y compuesto por material sedimentario, suelos ricos en los que tradicionalmente se ha practicado de forma predominante la agricultura de secano, sobre todo el cereal. Por su valor faunístico, los secanos de Talamanca son espacios inventariados como de interés regional, dentro del LIC de la zona, debido a su variada representación de aves.
Actualmente el río Jarama constituye el único corredor biológico que atraviesa la Comunidad de norte a sur, teniendo una importancia fundamental para el delicado equilibrio ecológico de la región.

### Geología
La zona de Talamanca cuenta con varios de los enclaves de interés didáctico del norte de Madrid, una de las áreas más interesantes para realizar excursiones geológicas. La Universidad de Alcalá ha señalado en 2006 dos puntos de interés en la localidad, donde se pueden desarrollar los conocimientos de geomorfología e hidrología mediante observación areal: el PID 24 y el PID 25. Todo el territorio de la Mancomunidad del Jarama está compuesto por materiales sedimentarios, de carácter detrítico, provenientes de la destrucción de las rocas ígneas y metamórficas de la sierra de Guadarrama. Esos materiales se presentan como rocas (cuarcitas y pizarras del cuaternario) y sedimentos en forma de limo y arenas y arcillas (terciario- cuaternario).
El río Jarama y sus terrazas (PID 24)
En el cruce de la N-320 y el río Jarama. Se observa sobre un punto elevado el perfil transversal del valle medio del río Jarama: la margen izquierda, compuesta por arcillas y arenas terciaras de tonos rojizos, cubiertas por cantorrales de cuarcitas (Cuaternario) y la margen derecha, más escarpada con cerros irregulares de materiales terciarios de tonos rojizos.
Bajo el puente se observan los sedimentos actuales del río, con cantos de cuarcita, y otros más pequeños de gneises y de granitos, bajo el cual se hallan cantos de pizarra de formas discoidales.
En el escarpe a la izquierda del río se pueden observar sedimentos con características idénticas, lo que demuestra que el río Jarama debió discurrir en el pasado por esa cota antes de excavarse el actual valle.
Entorno fluvial del puente romano de Talamanca de Jarama (PID 25)
Junto al puente romano y rodeando la chopera de la zona recreativa se puede observar el desplazamiento del cauce fluvial, que ya no transcurre bajo el puente y donde tan sólo se encuentra ahora un pequeño canal de regadío, llamado Caz que discurre desde un lugar próximo a las Huelgas de San Bartolomé, y muere junto al arroyo Valdejudíos. El río ha terminado encajándose bajo la llanura aluvial sobre la que se construyó el puente y ahora contornea, a unos cuantos metros de distancia del puente, la zona recreativa. Caminando a contracorriente podemos observar el azud o presa de Talamanca donde nace el Caz, del que actualmente es propietaria y responsable la Comunidad de Regantes de San Isidro Labrador. Antiguamente este Caz también daba servicio a viejos molinos.

### Hidrogeología
Hidrogeológicamente, se pueden diferenciar dos sistemas de acuíferos conectados hidráulicamente: el acuífero Terciario Detrítico de Madrid y el acuífero del Cuaternario.

## Historia

### Origen y etimología
Remontándonos a épocas prehistóricas se ha descubierto en su entorno una necrópolis de la Edad del Hierro; por tanto, posterior cronológicamente a la necrópolis descubierta en su día (año 1984) en la calle Angosta de los Mancebos, que pertenecía a la Edad del Bronce.
La etimología de Talamanca se corresponde con cientos de topónimos de origen prerromano que utilizan la partícula 'Tal-', de origen antiquísimo (variante del antiguo europeo *Ta = derretirse, fluir o del íberico = la rivera, el valle) y la terminación indoeuropea *ntia, que se vinculan en ambos casos con hidrónimos. (Talamantia habría devenido en Talamantica y esta en Talamanca, al igual que ocurre con Salamantia --> Salamantica--> Salamanca, que también era originalmente un hidrónimo). En consecuencia todas y cada una de las partículas que conforman el nombre del pueblo apuntan a la ribera y el valle del Jarama.
La tradición del pueblo hace referencia a la reina árabe Tala, que era manca, que habría otorgado un nuevo nombre, distinto del romano: 

"En cuanto al primero capítulo se dice que el nombre de la dicha villa es Talamanca y que la razón por que se llamó Talamanca es porque una reina que era manca la edificó y que han oído decir que en tiempos antiguos se llamó Armántica y que había sido lugar principal y de mucha cuenta en la vecindad y edificios y que esta noticia se tiene de este capítulo por oídas y no por otra razón." Respuesta de los propios vecinos en el siglo XVI enviada al Rey Felipe II por instrucción de éste "para la descripción y Historia de los pueblos de España".

Diferentes excavaciones arqueológicas han puesto de manifiesto que el lugar estuvo habitado desde la época prerromana, aunque no cabe hablar de un asentamiento estable hasta la ocupación romana de la península ibérica.

### Talamanca romana
El primer elemento inmueble de interés que surge en el término municipal de esta localidad y el primer elemento que se encuentra documentado con efectos históricos es un cementerio romano. El rastro más destacable de esta época es el puente romano, que aunque fue reconstruido durante la Edad Media en su parte más antigua data del siglo I o II; era entonces una construcción importante, que permitía cruzar el río Jarama. Las excavaciones arqueológicas realizadas en la plaza de la Constitución, donde se halla el ábside de los Milagros, demostraron asimismo que existió un asentamiento estable durante la ocupación romana de la península ibérica.
En 1832 Juan Agustín Geán-Bermúdez ya reseñaba algunos hallazgos en la localidad en su sumario de antigüedades romanas: "En su término y á la distancia de un cuarto de legua se descubrieron ruinas y cimientos de edificios antiguos, piedras labradas, ladrillos de gran tamaño, pedazos de tejas, y cascos de barros saguntinos".
La Talamanca romana se encontraba en la confluencia de dos vías de comunicación, la que iba desde Plasencia a Caesada por el sur del sistema Central y la que unía Complutum (actual Alcalá de Henares) con Nova Augusta. Otros autores indican que "merced a las evidencias arqueológicas puede suponerse una derivación (de la Vía 29 del Itinerario de Antonino) en dirección Este-Oeste que enlazase Miaccum con Arriaca a través de Colmenar y Talamanca. Gracias a este camino, con evidencias materiales a su paso por El Boalo, Manzanares y Colmenar el viajero se evitaría la obligación de descender la ‘rampa de Galapagar’ para ascender de nuevo a la búsqueda del camino de Caesaraugusta." Asimismo, se habla de una vía secundaria que recorría Daganzo, Valdetorres y Talamanca siguiendo el Jarama hacia el noroeste, la cual podría conducir también a Complutum, Arganda y más allá hacia Cartago Nova En todo caso, el puente romano cumplió la función de comunicar las poblaciones de la actual Campiña y especialmente Complutum con el noroeste de la región.

#### Sobre la posible denominación romana de la localidad
Algunos cronistas del siglo XVII, tratando de desvelar la identidad y ubicación de la mítica Mantua Carpetanorum (Mantua Carpetana) que aparecía reflejada en el Itinerario de Antonino, viario de las calzadas del Imperio romano elaborado a comienzos del siglo III d. C., contaron con tres posibles candidatas dentro de la actual provincia de Madrid. En lugar destacado, situaban a la capital de la Monarquía Hispánica, dejando en un lugar secundario a las localidades de Talamanca y Villamanta (estas últimas con mayores merecimientos que Madrid, por la existencia de restos de diversas construcciones en su entorno de cronología romana, hasta el día de hoy inexistentes en el casco histórico de Madrid). Asimismo, se ha identificado por parte de otros historiadores a Talamanca con la ciudad romana de Armántica, que tras la conquista romana, fue la única ciudad inmune de la zona de Madrid.
Actualmente se carece de argumentos contundentes para identificar la villa de Talamanca con estas poblaciones históricas.

### Talamanca en la Alta Edad Media

#### Talamanca visigótica
Talamanca de Jarama fue una ciudad visigoda de cierta relevancia. Recientemente se halló en pleno centro del pueblo, en la plaza de la Constitución junto al Morabito, una necrópolis visigótica integrada por sepulcros sofisticadamente elaborados en ladrillo, flanqueando los restos de un ábside de la misma época, al norte del actualmente existente, y el inicio de una nave.
El rastro visigodo en la Comunidad de Madrid es muy escaso, el único impacto aparente se encuentra el desarrollo de algunos enclaves y un cierto desarrollo rural mediante el surgimiento de pequeñas aldeas y granjas. Esto fue debido a su relativa proximidad a Toledo, que era la capital del reino.
En el caso de Talamanca, la existencia de un antiguo templo religioso dota a este hallazgo de una importancia única en la región, donde solo se habían encontrado hasta ahora necrópolis y asentamientos. Entre esas necrópolis, muy próxima a Talamanca, se encuentra también una interesante necrópolis visigoda hallada junto a El Espartal en el conocido cerro de las Losas, que data del siglo VII.
En algunas fuentes se indica que la población era conocida entonces con el nombre de Armántica y es muy posible que, por entonces, ya estuviera amurallada.

#### Talamanca musulmana
El centro peninsular fue conquistado por el Califato Omeya hacia el final del año 711, tras hacerse con la ciudad de Toledo y el valioso Tesoro Real Visigodo que estaba allí custodiado, casi todo el resto de la península ibérica también fue ocupado poco después.

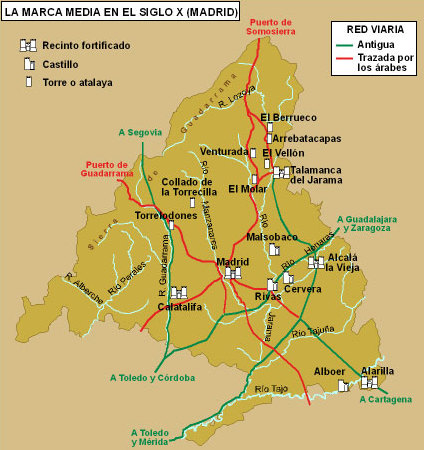
La Marca Media en el siglo X (Madrid)

Durante la época andalusí, Talamanca (طلمنكة Ṭalamanka) se convirtió en uno de los núcleos urbanos y militares más destacados de la Marca Media, un vasto territorio fronterizo en el que se levantaron numerosas fortificaciones, sobre todo en la época temprana del emirato de Córdoba con el triple objetivo de garantizar la defensa de Toledo ante las incursiones de los reinos cristianos del norte peninsular, de prevenir rebeliones en esta ciudad, muy levantisca en los primeros tiempos de al-Ándalus, así como de afianzar la presencia de la administración cordobesa en esta región. Talamanca formaba parte de la gran ruta que enlazaba la Córdoba califal con Toledo y Zaragoza. La primera noticia escrita sobre Talamanca la encontramos en el cronista cordobés Ibn Hayyan (987-1075), quien, citando a otro cronista anterior, al-Razi (888-955), afirma que Talamanca fue una de las poblaciones fortificadas en tiempos del emir Muhammad I (853-886):

A Muhammad y al tiempo de su reinado se le deben hermosas obras, muchas gestas, grandes triunfos y total cuidado por el bienestar de los musulmanes, preocupándose por sus fronteras, guardando sus brechas, consolidando sus lugares extremos y atendiendo a sus necesidades. Él fue quien ordenó construir el castillo de Esteras, para guardar las cosechas de Medinaceli, encontrándose en su lado noroeste. Y él fue quien, para las gentes de la frontera de Toledo, construyó el castillo de Talamanca, y el castillo de Madrid y el castillo de Peñahora. Con frecuencia recababa noticias de las marcas y atendía a lo que en ellas ocurría, enviando a personas de su confianza para comprobar que se hallaban bien.

La primera muralla defensiva fue construida en el año 860 (siglo IX) por orden del emir cordobés Muhamad I, mientras que la segunda llegaría en el siglo X. Estos recintos amurallados eran concéntricos y fueron ampliándose, hasta que los cristianos crearon su propia muralla entre los siglos XIII y XIV, recientemente descubierta.
Era una de las poblaciones importantes de la musulmana Vía del Jarama, que enlazaba Madrid (Mayrit) con el puerto de Somosierra, pasando por Alcobendas, Talamanca y Buitrago del Lozoya.
Hasta el siglo IX Talamanca era el centro defensivo militar más importante de la actual región de Madrid junto con Mayrit (la actual ciudad de Madrid), que defendía el camino del río Manzanares, y Qal'-at'-Abd-Al-Salam (Alcalá de Henares) que defendía el curso del Henares.
A partir del siglo IX, la época de mayor esplendor de la población, contó con una escuela coránica jurista. Su principal representante fue Umar Al-Talamankí (951-1038), historiador, comentarista del Corán y jurisconsulto nacido en Talamanca y formado en Córdoba, Medina y El Cairo.
Durante el primer año del gobierno del emir de Córdoba Mohamed I (852-886), en el verano del año 853, una rebelión en Toledo continuaba con la inestabilidad política del emirato de su padre Abderramán II. Esta ocasión fue aprovechada por el rey asturiano Ordoño I para iniciar una ofensiva militar y provocar el hundimiento de la frontera media del emirato de Córdoba. En el 861 las tropas del rey cristiano, comandadas por el primer conde de Castilla, Rodrigo, tomaron circunstancialmente Talamanca provocando una gran matanza y destrucción en la ciudad. "Sobre los sarracenos alcanzó frecuentes victorias. Tomó la ciudad de Talamanca con batalla y cautivó al «rey» [gobernador, jefe del distrito] al que permitió por su voluntad ir luego libre con su esposa Balkaiz a Piedrasacra (Peña Santa)." Algunas crónicas indican que se mató a todos los árabes que portaban armas y se apresó al resto de la población.
Tras la incursión de Ordoño, y especialmente tras la de Alfonso III en 881, que llegó a las inmediaciones de Toledo, Mayrit se hizo con la primacía defensiva de la zona y la importancia de Talamanca en la región comenzó a declinar. Los historiadores han podido constatar en las murallas numerosos episodios de destrucción en los años 861, 878, 939, 1047-1050, y 1062. A finales del siglo XI, Talamanca entra en crisis debido a la caída del califato omeya y tras estas últimas incursiones, la ciudad pasa a manos cristianas.

### Talamanca en la Baja Edad Media

#### SigloXI: Reconquista
En 1062 se produjo un primer asalto por parte de las tropas del rey Fernando I.
En torno al año 1079, y tras un indeterminado período de tiempo de asedio, su hijo Alfonso VI y sus tropas castellanas entraron en esta plaza fuerte, cabeza de puente de Castilla en las tierras musulmanas de la cuenca del Tajo y medio de presión para las negociaciones con el régulo Al-Qadir. Alfonso VI, se dirigió a la mezquita mayor de Talamanca, purificándola, y mandando entronizar una imagen de Santa María, de las que portaba en sus campañas de conquista, dándole la advocación de Santa María de la Almudena.
Y es que Talamanca, al igual que Madrid, tenía su almudena: una alcazaba ubicada al sur de la villa, en la zona en que la muralla se elevaba en forma de espolón sobre la curva del arroyo de Valdejudíos, y separada del resto de la Medina, por una muralla interna cuyo discurrir sitúan algunos estudiosos por la actual calle de los Molinos. De esta modo, la advocación a Santa María de la Almudena en Talamanca es anterior en unos pocos años a la madrileña.
En 1085, Alfonso VI, la incorporó oficialmente a la Corona de Castilla, en el contexto de la campaña militar para la conquista de Toledo.
La Comunidad de Villa y Tierra de Talamanca se constituyó como un alfoz, sobre el antiguo "Iqlim" musulmán de Talamanca. El resto de poblaciones del "Iqlim", entre las que se encontraba Torrelaguna quedaron circunscritas en la Comunidad de Villa y Tierra de Uceda. Entre los pueblos de su alfoz, hoy repartidos entre las provincias de Madrid y Guadalajara, se contaban Torrejón (del Rey), El Casar (de Talamanca), Galápagos, Valdetorres, Valdeolmos, Valdeavero, Valdepiélagos, Fresno (de Torote), El Molar, Ribatejada y Fuente el Saz de Jarama.

#### SigloXII: territorio de frontera
En 1140 Alfonso VII lo donó en señorío a doña Urraca Fernández, hija de Fernando García de Hita, quien en principio había sido su tenente. Enseguida retornó a la Corona, y ya se constituyó en Común de realengo. Después, en 1188, Alfonso VIII lo donó a la Iglesia de Toledo.
En estas condiciones de tierra de frontera, la única propiedad defendible era la propiedad semoviente, los rebaños de ovejas, las vacadas, yeguadas y piaras de cerdos. Todavía al final del siglo XII, como consecuencia de la derrota del rey leonés Alfonso VIII en la batalla de Alarcos en 1196, las tropas almohades de Yacub ben Yusufr tras intentar recuperar la plaza estratégica, punto de unión del valle del Tajo con los pasos de la sierra de Guadarrama, saquearon Talamanca de Jarama. Las crónicas árabes al referir el hecho dan a Talamanca el nombre de mediría o ciudad, como encareciendo su importancia.

#### SigloXIII: esplendor bajo el Arzobispado de Toledo
Pocos años después, en el 1212, la victoria cristiana en la batalla de Las Navas de Tolosa integró definitivamente las tierras de la cuenca del Jarama en el reino castellano-leonés e hizo desaparecer el peligro de saqueo para siempre. Talamanca y su territorio circundante continuaron como Comunidad de Villa y Tierra.
Tras la muerte del rey Alfonso VIII en 1214, la reina Berenguela, ante la inestabilidad del reino quiso asegurarse el apoyo de Rodrigo Jiménez de Rada, Arzobispo de Toledo y uno de los artífices de la famosa batalla, al que cedió en primera instancia una serie de plazas y territorios, el más extenso de los cuales era Talamanca, con cincuenta aldeas. De este modo quedó adscrita al Arzobispado de Toledo.
Una vez asegurado el enclave por el poder castellano, Talamanca de Jarama vivió uno de sus momentos de mayor esplendor, especialmente en el siglo XIII. El 27 de enero de 1223, el arzobispo Jiménez de Rada otorga, precisamente desde Talamanca, dos Cartas Pueblas, una de las cuales iba destinada a la villa y aldeas de Talamanca y que ampliaba enormemente un desconocido fuero anterior, convirtiendo a la zona en uno de los principales focos repobladores de la región.
Las conquistas de Fernando III el Santo por los valles del Guadiana y del Guadalquivir hicieron mudar la función de estas tierras: ya no eran tierras terminantes, sino camino de paso que, conectaba la Meseta norte con las amplias tierras despobladas de la Meseta sur.

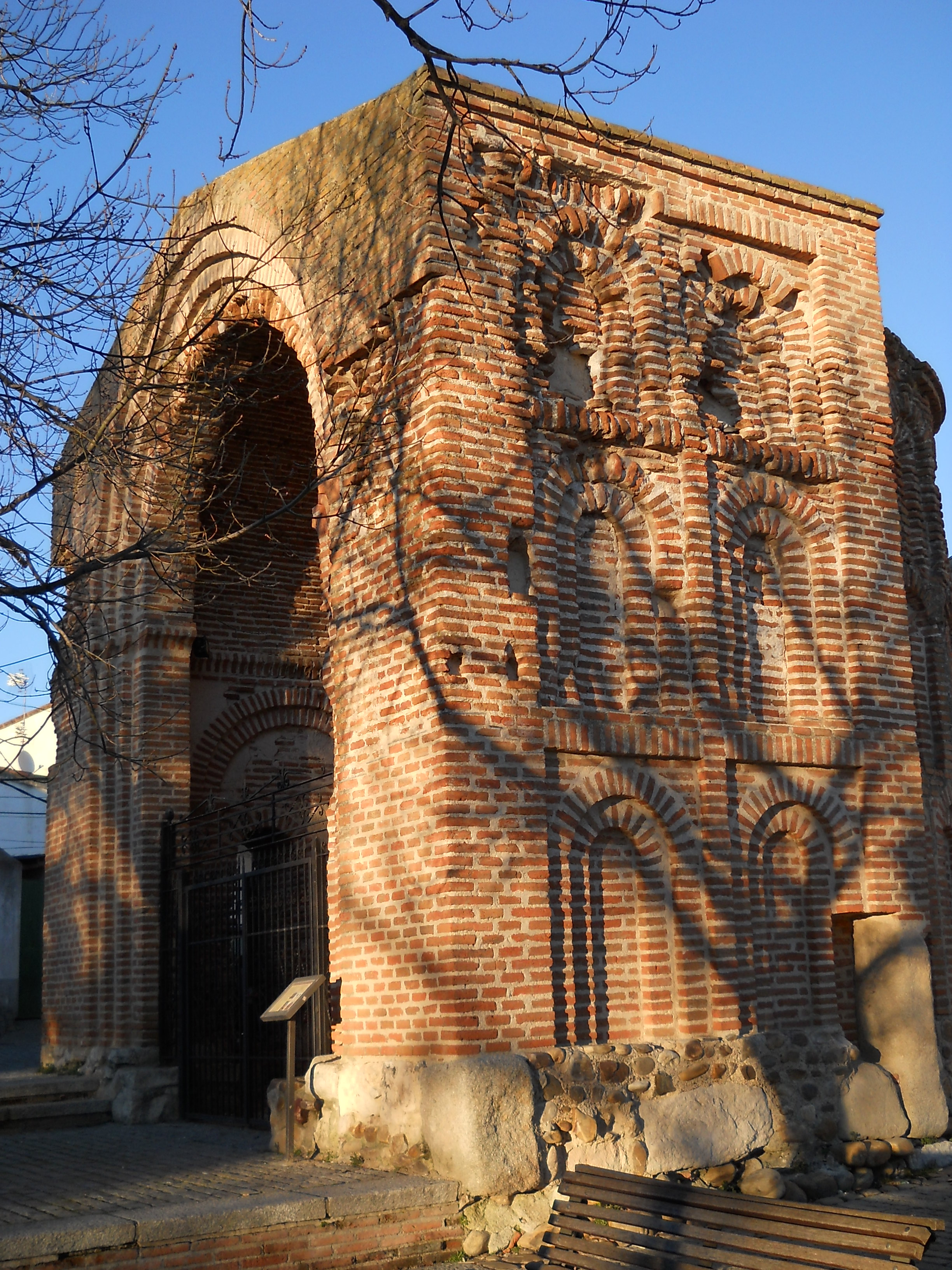
Ábside de los Milagros, también conocido como El Morabito

A este momento corresponden algunas de las construcciones más notables que actualmente se conservan en el municipio, como la iglesia de san Juan Bautista, de finales del siglo XII o principios del XIII, y el ábside de los Milagros, de mediados del siglo XIII. El pueblo llegó a contar con cinco templos cristianos a lo largo de la Edad Media.
La prosperidad medieval de Talamanca de Jarama se relaciona directamente con su célebre puente romano, paso obligado en las comunicaciones entre la Submeseta Norte y la Submeseta Sur. El cobro de derechos de pontazgo constituyó una notable fuente de ingresos no sólo para el concejo, sino también para el Arzobispado de Toledo, del que aquel dependía.

#### SigloXIV
A principios del siglo XIV fueron señores de Talamanca Diego Fernández de Orozco, y posteriormente su hija doña Juana de Orozco, madre de Pedro González de Mendoza, mayordomo mayor del rey Juan I de Castilla. Los Orozco era en aquella época una de las familias nobles más poderosas junto con los Mendoza. Buena parte de sus dominios se situaban en torno a Guadalajara, mientras que el de los Mendoza tenía un dominio absoluto sobre las poblaciones de la Sierra Norte. El asesinato de Íñigo López de Orozco degollado a manos de Pedro I de Castilla, durante la primera guerra civil castellana hizo que Enrique II concediera los bienes y derechos de los Orozco a los Mendoza en la figura de Pedro González de Mendoza.
Desde el punto de vista social, la población de la región madrileña durante los siglos XII, XIII y XIV estaría formada por la mixtificación de cristianos norteños que inmigran hacia el sur y los musulmanes autóctonos a los que se les permite permanecer con sus creencias (mudéjares). De esta yuxtaposición de culturas y tradiciones se beneficiaría la difusión del arte mudéjar.

### SigloXV: príncipes y reyes, primera etapa de decadencia
Una de las primeras referencias del paso de príncipes o monarcas por el pueblo data de marzo de 1406: Enrique III inició el que sería su último de sus numerosos viajes, ya que moriría en ese mismo año. En la parte inicial de esta ruta se dirigió desde Madrid a Alcalá de Henares, desde donde transitó hacia Talamanca y Torrelaguna, para dirigirse posteriormente hacia Segovia, de nuevo Madrid y Toledo.
En abril de 1473, el hijo del rey de Aragón, Fernando, e Isabel, princesa de Asturias, residían en la fortaleza madrileña de Talamanca de Jarama. En esta localidad y en Torrelaguna tendrían posada hasta 1475, año en que Isabel ya había sido proclamada reina (diciembre de 1474). Entre la numerosa corte que les rodeaba se encontraba el poeta más considerado por Isabel de Castilla: el palentino Gómez Manrique, tío de Jorge Manrique.
Talamanca ostenta el privilegio, junto con otras ciudades como Madrid, Toledo y Valladolid de ser una de las varias capitales del imperio durante el reinado de Carlos I.
Pese a estos signos aparentes de relevancia, durante el Renacimiento, la villa entró en decadencia. A finales del XV la ruta de Somosierra tenía ya poca actividad, por lo que los judíos van marchándose a otros lugares, quedando sólo catorce familias en la aljama de Algete y Talamanca. El río Jarama fue poco a poco desviándose de su cauce original, configurando un nuevo curso, a gran distancia del puente, con lo que éste quedó en desuso. En 1492 se produce el decreto de expulsión de los judíos, lo que tuvo un importante impacto en la región, afectando especialmente a los pueblos cercanos de Torrelaguna y Buitrago y a los significativos núcleos de Alcalá de Henares y Madrid.

### SigloXVI: fragmentación y cambio de manos; cuna de conquistadores
Finalizando el siglo XV y a comienzos del XVI, el cardenal Francisco Jiménez de Cisneros nacido en la cercana Torrelaguna en 1430, impulsó el ennoblecimiento y crecimiento de aquella localidad, que se convirtió en la más relevante y próspera de la zona, superando a una Talamanca en declive. Se construyeron numerosos edificios civiles y religiosos en un incipiente estilo renacentista. En esta época Torrelaguna contaba con 2500 habitantes, de los que aproximadamente el 10 % eran judíos integrados en una poderosa aljama con sinagoga, cementerio y carnicería. Sin embargo, ya en 1518 la villa de Talamanca tenía una población relativamente modesta, de 400 habitantes.
Asimismo, ya durante el reinado de Felipe II, la comunidad de Talamanca pasó a ser un señorío laico y comenzó a fragmentarse. El emperador transformó radicalmente tanto Madrid (designada como capital permanente del reino en 1561), como su región circundante.
El Molar dependió de la cercana Talamanca hasta 1564, fecha en que Felipe II le concedió el Villazgo a Antonio de Equino y Zubiarre y su esposa, naturales de Azcoitia, Guipúzcoa. Tres años después se efectuó el deslinde del territorio entre Talamanca, El Vellón, un antiguo arrabal de Talamanca (el municipio actual incluye el núcleo urbano de El Espartal) y Valdetorres. También se independizaron Valdeolmos, que alcanzó el villazgo en 1563 y Fuente el Saz.
Un censo de 1571 indica que la población del núcleo de Talamanca alcanzaba tan solo 450 habitantes, habiendo sido igualada por Uceda, Fuente el Saz o Algete y ampliamente superada por Torrelaguna, Getafe y muy especialmente por Alcalá de Henares y por la villa de Madrid.
Según consta en el Archivo de los Duques de Osuna se sucedieron diversas ventas y divisiones del señorío: "El señorío de Talamanca del Jarama en 1577 fue vendido por Felipe II, a Melchor de Herrera, el marqués de Auñón, quien a su vez revenderá Talamanca a García López de Alvarado en 1585; y con ella su aldea de Alalpardo al mayordomo de la emperatriz María, hermana de Felipe II, el cual recibirá el título de conde de Villamor, el 16 de febrero de 1599, con lo que las localidades incorporadas al mayorazgo, entre ellas Alalpardo, pasarían a formar del condado de Villamor, hasta el 6 de diciembre de 1669, en que unos arruinados condes de Villamor lo venden a Teresa Sarmiento de la Cerda Mendoza, duquesa de Béjar. En 1714 la villa de Alalpardo es vendida por Juan López de Zúñiga, IX duque de Béjar, a José Felipe de Pinedo, acaudalado burgalés que gozaba de una situación privilegiada en la Corte de Felipe V, donde desempeñaba los cargos de Secretario de Indias y miembro del Consejo de S.M. en la Contaduría Mayor de Rentas. El señorío comprendía, además de la villa de Talamanca del Jarama, las villas y lugares de: Barrio de Campo Albillo, Zarzuela del Monte (hoy en Ribatejada), Valdepielagos, El Casar; El Vellón, Fuente el Saz, El Molar, Algete, Valdepiélagos, Valdetorres, Valdeolmos y Alalpardo. Y otras despobladas como Espartal, Aristón y Alberuche. Durante el siglo XVI se van independizando sus aldeas (el Vellón, el Molar, Valdetorres, Fuente el Saz...etc)".
Como reflejan las Relaciones Topográficas mandadas hacer por Felipe II hacia 1590, la villa de Talamanca agrupaba ya tan solo tres aldeas:
"[...] La dicha villa de Talamanca tiene tres aldeas que son Zarzuela, Valdepiélagos y Alalpardo, que todas tienen como 250 vecinos, y la una está dos leguas de Talamanca, que es Alalpardo, y otro tanto Zarzuela, y Valdepiélagos media legua. [...]"
Además de este proceso de desintegración territorial, social y comercial, lo único destacable de la población en el siglo XVI fueron los conquistadores de América Gregorio Caro, uno de los fundadores de Sancti Spiritu, primera población española levantada en territorio argentino, donde fue nombrado capitán del primer fuerte construido en la población, y Diego de Sojo, de Santiago de Talamanca, en Panamá.

### Siglos XVII al XIX: La época de la Cartuja
Ya llegado el siglo XVII se acentúa su decadencía a la que contribuyó la expulsión de los moriscos en 1610. Alalpardo también alcanzó el villazgo en 1651, independizándose de Talamanca.

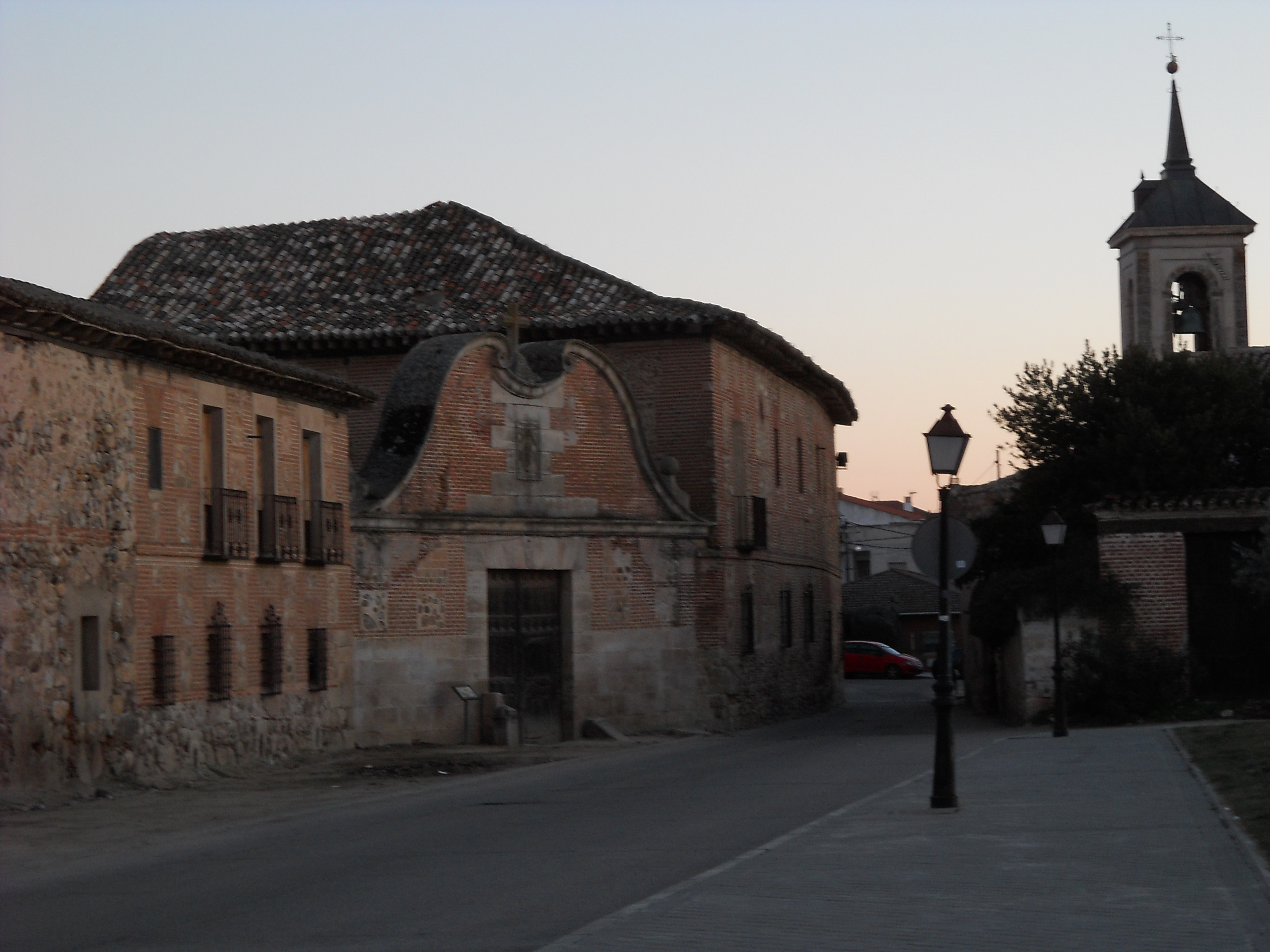
Vista de la cartuja de Talamanca de Jarama

En el siglo XVII, la economía de la villa se sustentaba únicamente en la agricultura y la ganadería, que habían desplazado por completo a las labores de hostelería derivadas de los desplazamientos por el puente. En esta época, los monjes de la Cartuja de El Paular (creada en 1390) fundaron un complejo agrario, cuyo edificio principal aún se mantiene en pie, y que fue enriqueciéndose durante el siglo XVIII (su última construcción, el granero, data de 1799 y se considera que junto con Getafe era el motor de la actividad económica de la Cartuja de El Paular). La granja-cartuja favoreció una cierta reactivación económica del lugar, que se volvió aún más importante muy posteriormente, ya mediado el siglo XX, cuando contribuyó a integrar la población como una relevante localización para la industria cinematográfica nacional e internacional.
Durante los siglos XVII y XVIII las propiedades permanecen concentradas prácticamente en dos manos, la de los cartujos y la de los duques de Béjar. A finales del XVIII se encuentra la siguiente referencia "El Estado Villa y Jurisdicción de Talamanca, se compone de dichas Villas y Lugares. Valde Piélagos y Barrio de Campo Albillo, siendo dueño de la Jurisdicción, Señorío y Vasallaje, Escribanía, Alcabalas y Mostrencos, el Excelentísimo Señor Duque de Béjar; está situado en el Reinado de Toledo, perteneciente a la Provincia de Guadalajara, en la Ribera del Río Jarama, y perteneció a su Excelencia dicho Estado por compra que hizo en seiscientos y diez mil reales de vellón a que se añadirán diferentes compras de hacienda raíz, fábricas de obras y otras que en aumento de dicho estado y por más valor ha hecho su Excelencia." En 1777, la muerte sin descendientes de Joaquín López de Zúñiga Sotomayor, XII duque de Béjar hizo que el título pasara a la familia de los duques de Osuna: los Téllez-Girón.
El 3 de mayo de 1801, el rey Carlos IV otorga a Valdepiélagos el título de villa, una acción que estuvo apoyada por su dueña, la duquesa de Béjar y Osuna, con el incentivo -en parte- de reducir los tributos que se pagaban a Talamanca.
La invasión de España por las tropas de Napoleón y la Guerra de la Independencia supusieron cambios importantes en la distribución territorial. Con la instauración de las Cortes de Cádiz, en 1812, son abolidos los señoríos por dicha cámara, quedando adscrita Talamanca a la provincia de Guadalajara. En lo que respecta al Partido de Alcalá, al que pertenecía hasta entonces Talamanca, se produjo una división en tres nuevos partidos que vienen a coincidir con el antiguo partido alcalaíno, el de Alcalá, el de Almonacid y el de Fuente el Saz, en el que queda encuadrada Talamanca.
Finalmente, varias décadas después el Real Decreto de 30 de noviembre de 1833, en el marco de la reestructuración provincial llevada a cabo por Javier de Burgos, establece la división provincial tal y como la conocemos hoy. Es en ese momento cuando Talamanca de Jarama deja de formar parte de la provincia de Guadalajara y se integra en la provincia de Madrid.
La decadencia del pueblo se acentuó de nuevo a partir de 1835, momento en que se inició un proceso de secularización como consecuencia de la desamortización de los bienes eclesiásticos llevada a cabo por Mendizábal. Un hecho de gran relevancia, pues afectaba al 25 % del total de la extensión actual del término.
En la escritura de la Venta Judicial de fincas rústicas y urbanas en la Villa de Talamanca que fueron de La Hacienda de la Cartuja del Paular, de fecha 24 de febrero de 1844 se adjudican  la PRIMERA, TERCERA Y CUARTA SUERTES,   de las cuatro en que se había dividido la hacienda - como mejor postor,  2.500.000 rs, en el remate de bienes nacionales en fecha 20 de diciembre de 1837 -   al coronel Dionisio Carreño Suero, marqués de Noble Afán y vizconde de Talamanca, casado con Mariana Mora Villamil, fallecido poco tiempo después y reconocido por ser el constructor del acueducto de Santiago de Cuba.
La SEGUNDA SUERTE, fue adjudicada a Mariano Monasterio Zulueta, casado con Cesárea Goicoechea Galarza - hermana de Gumersinda, esposa del hijo de Goya.
La Hacienda fue diseminándose entre diversos herederos.
Entre las fincas adjudicadas se encontraba la extensa y valiosa Tabla de la Pesquería de San Román y el Coto de Montealbir de 5,5 km².
Acueducto de Santiago de Cuba : informe del secretario de Obras Públicas al honorable presidente de la República

Jurisprudencia civil: colección completa de las sentencias ..., Volumen 34 De Spain. Tribunal Supremo

Sentencias del Tribunal Supremo en materia civil, Partes 2-3
De Spain. Tribunal Supremo

Así se describe a Talamanca de Jarama en el tomo XIV del Diccionario geográfico-estadístico-histórico de España y sus posesiones de Ultramar, obra impulsada por Pascual Madoz a mediados del siglo XIX:

TALAMANCA

Villa con ayuntamiento de la provincia y audiencia territorial de Madrid (7 leguas), partido judicial de Colmenar Viejo (5), capitanía general de Castilla la Vieja, diócesis de Toledo (20).
Situada en terreno pantanoso en las inmediaciones del río Jarama; la combaten todos los vientos, y su clima es propenso por lo común a intermitentes e hidropesías. 
Tiene 76 casas de mediana construcción; la de ayuntamiento; cárcel; escuela de primeras letras común a ambos sexos, dotada con 1.600 reales; una iglesia parroquial (San Juan Bautista), con curato de entrada en concurso, y título de arcipreste de real provisión; una ermita con la advocación de la Soledad, y el cementerio en paraje que no ofende la salud pública. Los vecinos se surten de aguas para sus usos de las de 6 fuentes que hay esparcidas por el término.
Este confina N Ucedas; E Torremocha; S El Molar y Valdetorres de Jarama, y O Torrelaguna. Se extiende ½ legua poco más o menos en todas direcciones, y comprende bastante viñedo y olivares, algunas huertas, una famosa arboleda en toda la ribera del Jarama y diferentes prados con medianos pastos; le atraviesa pasando por el pueblo un arroyo, cuyas aguas aumentan el caudal del río Jarama ya citado.
El terreno es de primera, segunda y tercera calidad.
Caminos: de herradura que dirigen a los pueblos limítrofes. El correo se recibe en la cabeza del partido por el alguacil, quien está encargado de recogerlo.
Producciones: trigo, cebada, centeno, aceite, vino, hortalizas y frutas; mantiene ganado lanar, vacuno y caballar; cría caza de liebres, conejos y perdices, y pesca de barbos, anguilas y alguna trucha.
Industria: la agrícola, 2 molinos harineros cada uno con 2 piedras, y uno de aceite.
Población: 55 vecinos, 266 almas.
Capital productivo: 6.948.667 reales. Imponible: 243.715. Contribución: 9,65 por 100.
Esta antigua población es la que reúne más datos a su favor para la reducción de la Mantua carpetana, tan célebre si no por glorias antiguas, sí por la cuestión de su correspondencia, como puede verse en el artículo Madrid. En el año 860, sin que se pueda decir cosa alguna de tiempos anteriores fuera de que hubiera sido conocida con el nombre Mantua, mencionado por Ptolomeo, fue sitiada pro cierto conde de Castilla llamado Rodrigo, el mismo que pobló a Amaya.

En 1047 la sitió el rey Don Fernando, y habiéndole suplicado el rey de Toledo que suspendiese las hostilidades ofreciéndosele tributario, accedió y se retiró a sus estados. En 1059 volvió a ser sitiada por los cristianos; era a la sazón ciudad floreciente y pudo evitar ser presa de los sitiadores. En 1083 ú 84, fue conquistada por Alfonso VI, y en 1091 concedida a la iglesia de Toledo.

### SiglosXXyXXI
Desde comienzos del siglo XVIII hasta finales del XIX, se produjo una fuerte despoblación, proceso que se frenó en el siglo XX gracias a la instalación en el pueblo de dos fábricas, primeramente de harina y posteriormente de punto, lo que evitó la emigración de los habitantes hacia los grandes núcleos urbanos.
Tras la desamortización de Mendizábal el Reino de España invirtió parte de los ingresos obtenidos en el establecimiento de su primera red de carreteras. Talamanca quedó desde entonces en las proximidades de la carretera (hoy autovía) de Burgos, que pasa por localidades del entorno como la vecina El Molar, Pedrezuela o San Agustín de Guadalix, que tuvieron un desarrollo más importante a partir de entonces. En cuanto a la red de ferrocarril, careció de ella toda la zona noroeste de la nueva provincia de Madrid. Talamanca por tanto quedó bastante al margen del importante impulso centralista que se produjo en torno a la ciudad de Madrid en el XIX.
A principios del siglo XX, la filoxera acabó con las viñas que había en Talamanca de Jarama. Como consecuencia de ello dejaron de funcionar las diversas bodegas, incluidas las de la Cartuja, que quedaron abandonadas o se dedicaron a otros usos.
Hasta la reforma de la nomenclatura municipal de 1916 el municipio se llamaba simplemente Talamanca. En dicha fecha su nombre fue modificado por el de Talamanca de Jarama.
Durante la Guerra Civil, Talamanca, con el frente situado unos pocos kilómetros al norte, cerca del río Lozoya, pareció revivir su pasado como localidad defensiva de frontera. Albergó uno de los aeródromos más importantes de las Fuerzas Aéreas de la República en la Comarca Norte de Madrid. En la “Cartuja” en Talamanca se ubicó el polvorín más grande de la zona. Su ubicación en la retaguardia de este frente le convirtió en objetivo de las bombas de las tropas que comandaba Franco desde Burgos. Quedó al margen sin embargo de las grandes batallas de Madrid; la del Jarama se produjo en el cauce bajo, más allá de Arganda. Además de la destrucción de edificios causada por los bombardeos el pueblo perdió una joya de su patrimonio: la escultura románica de la Virgen de la Fuente Santa (desaparecida o destruida en el marco de las acciones que se produjeron contra la Iglesia al principio de la contienda).
Terminada la Guerra, se canalizó con agua del Lozoya y se edificaron algunas viviendas de protección oficial.
Según los datos de los que dispone el Ayuntamiento, en 1958 se rodó la película “Los clarines del miedo”, del director Antonio Román, en el cementerio del pueblo; posteriormente la “Cartuja” se convertiría en un plató histórico de referencia en España, convirtiendo a la población en el referente cinematográfico del noroeste de Madrid y generando una actividad que ha diversificado y enriquecido su economía.

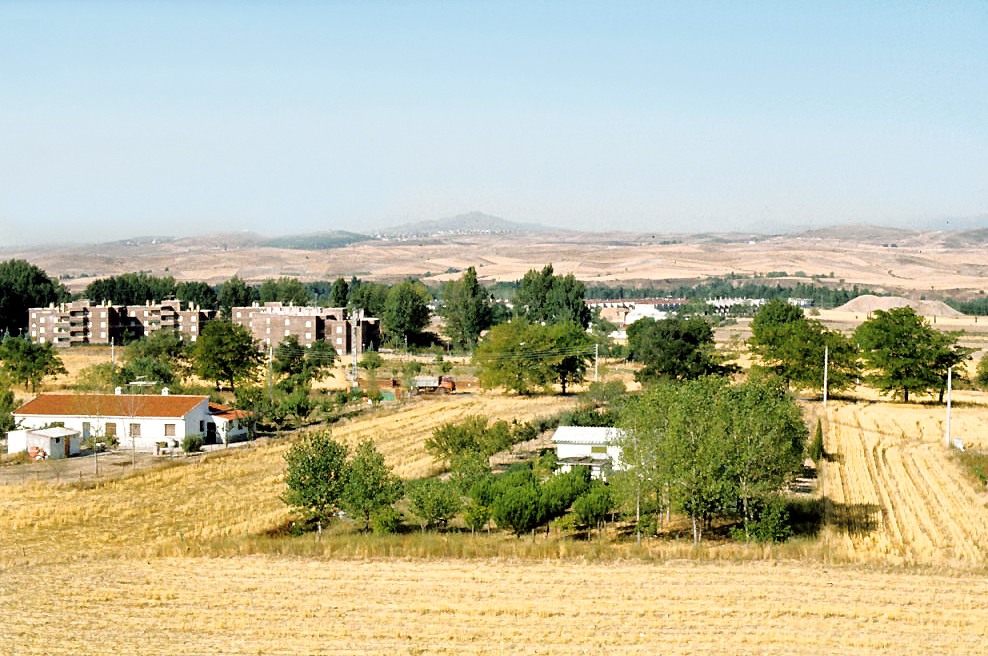
Vega del Jarama a comienzos de la década de 1980

A partir de 1960 la población se incrementa gracias a la recuperación y modernización del país y a su privilegiada ubicación. Es en los años 60 cuando se crea una fábrica de punto que ofrecerá nuevos puestos de trabajo, sobre todo a las mujeres. El crecimiento continuado y paulatino de la población y la fijación de segundas residencias por parte de algunos habitantes de Madrid provoca una última transformación urbana, hasta el punto de que la mayoría de los edificios existentes en Talamanca actualmente se han construido en los últimos 50 años y ha doblado su cifra de habitantes en los últimos trece.
Además de la ya asentada actividad de la industria cinematográfica, las últimas décadas del siglo XX, la construcción y la hostelería se han añadido como nuevos sectores económicos de Talamanca de Jarama. Talamanca presenta también unas elevadas tasas de penetración de banda ancha y de conectividad telefónica en general, así como un perfil educativo de su población medio-alto.
Pese a esta positiva evolución en los últimos 50 años el sector del comercio se encuentra subrepresentado respecto a otras poblaciones de la zona, con una cifra relativamente pequeña de establecimientos y también de población ocupada en este sector. También se encuentra subrepresentado el sector del transporte habida cuenta de que actualmente carece de infraestructuras importantes para este fin, carece de estación de cercanías y juega un papel relativamente secundario en la red de carreteras de la región.

## Demografía
Cuenta con una población de 4533 habitantes (INE 2024).
| Gráfica de evolución demográfica de Talamanca de Jarama entre 1842 y 2021 |
| |
| Población de derecho según los censos de población del INE. Población de hecho según los censos de población del INE.En estos censos se denominaba Talamanca: 1842, 1857, 1860, 1877, 1887, 1897, 1900 y 1910. Entre el censo de 1877 y el anterior, crece el término del municipio porque incorpora a 28503 (Campoalbillo). |

El municipio forma parte, a efectos de la zonificación estadística NUTS 4, de la zona con el código "07", denominada "Nordeste Comunidad", que de acuerdo con las estadísticas de la Seguridad Social es junto con el municipio de Madrid y el norte metropolitano, una de las zonas con mayor porcentaje de población activa de la región. En Talamanca, al igual que ocurre en el resto de la zona, tan sólo un 30 % realiza sus actividades dentro del término municipal. Una amplísima mayoría de los trabajadores residentes en el pueblo trabaja en el sector servicios. El Municipio de Talamanca de Jarama tiene el Código INE 28-1454.
El Ayuntamiento de Talamanca forma parte, junto a otras localidades de su mancomunidad del Grupo de Acción Local sierra del Jarama, que engloba once municipios y abarca desde el noroeste de la Comunidad, donde se sitúa Manzanares el Real, pasando por los municipios de Miraflores de la Sierra, Guadalix de la Sierra, Pedrezuela, El Molar, Valdetorres de Jarama, Valdeolmos – Alalpardo, hasta llegar a la zona más oriental y que sitúa en el límite de la Comunidad de Madrid a los municipios Valdepiélagos, Talamanca de Jarama, Ribatejada y Valdeavero; toda esta comarca cuenta con un total de 502 km² y más de 32.000 habitantes, con una densidad media de población de 65.57 hab/km². Esta agrupación trata de fomentar la diversificación y el desarrollo rural en una zona bastante despoblada que quedaba fuera de las amparadas por el Patronato Madrileño de Áreas de Montaña.

## Urbanismo
Talamanca presenta una densidad de edificios sensiblemente inferior a la de su comarca y al resto de la región de Madrid (19,75). La mayoría de ellos son viviendas familiares, construidas a partir de la expansión urbana, especialmente importante, que se dio en los años 1970 y que se prolongó de forma algo más moderada en las décadas posteriores. Se trata de edificios de muy pocas alturas, dedicadas mayoritariamente a vivienda secundaria (51,72 %) aunque también a residencia principal (43,05 %). Se encuentran en general fuera del antiguo recinto histórico, en la continuación de sus calles y también en algunas urbanizaciones.
Estos inmuebles se encuentran en régimen de propiedad (81,77 %) y disponen de una superficie amplia (91 m² o más y 5 o más habitaciones).
El porcentaje de suelo urbanizable del municipio es sensiblemente inferior al del resto de la comarca y al de la región, pese a que el suelo urbanizado es también menor. Esta contención sin embargo no ha repercutido en un encarecimiento significativo del suelo, dado que el incremento de población del pueblo aunque constante e importante en el medio plazo, se produce de forma paulatina y en cantidades moderadas. El valor catrastal es muy inferior al de la zona: 76,36 frente a 112,39, por lo que la vivienda es relativamente asequible.

## Transporte y comunicaciones

### Accesos
El pueblo se encuentra a unos 45 km al norte de la ciudad de Madrid. Se accede por carretera a través de las siguientes vías:
- M-103 (Algete-Torrelaguna),
- M-120 (Talamanca-Valdepiélagos) -que continúa por la GU-1058 hasta Mesones, en Guadalajara-
- N-320, que comunica la A-1 (autovía del Norte, Madrid-Irún), a la altura de Venturada, con Guadalajara y continúa hacia Cuenca (España), finalizando en La Gineta (Albacete).

### Transporte público
Prestan servicio tres líneas de autobús interurbanas.
| Línea | Recorrido                                         |
| ----- | ------------------------------------------------- |
| 197   | Madrid (plaza de Castilla) – Torrelaguna          |
| 197E  | Torrelaguna - Valdepiélagos - Talamanca de Jarama |
| FS2   | Torrelaguna - Alcalá de Henares                   |

La Comunidad de Madrid está dividida en varias zonas concéntricas mediante las cuales se calculan algunas tarifas de billetes y abonos. En el caso de Talamanca, le corresponde la C2.

### Transporte aéreo
El aeropuerto de Madrid-Barajas, que entró en servicio en 1931, se encuentra a 41 km de Talamanca. Es uno de los aeropuertos principales de Europa con un volumen anual de pasajeros cercano a los 50 millones. Varias de las compañías que operan en Barajas lo utilizan como hub para sus vuelos en la península ibérica, a Latinoamérica o al resto de Europa, por lo que los pasajeros cuentan con una enorme oferta de destinos posibles.

## Servicios
En Talamanca de Jarama hay un colegio público de educación infantil y primaria: "Sansueña", que cubre el primer y segundo ciclo de educación infantil, la nueva Escuela Infantil-Casa de Niños de Talamanca de Jarama (inaugurada en octubre de 2010), y dos Centros Privados de educación infantil, para niños de 0 a 3 años: 'El Árbol' y el 'Estrella de Mar'
Asimismo cuenta con una Escuela Pública de Música o Danza, una biblioteca pública, un centro de adultos y dos centros culturales.
Cuenta con un consultorio en la avenida de Alcalá, 2. El Centro de Salud que le corresponde está en Fuente el Saz y el hospital que da servicio al municipio es el Infanta Sofía (en San Sebastián de los Reyes), siendo el de referencia el Hospital Universitario La Paz de Madrid.

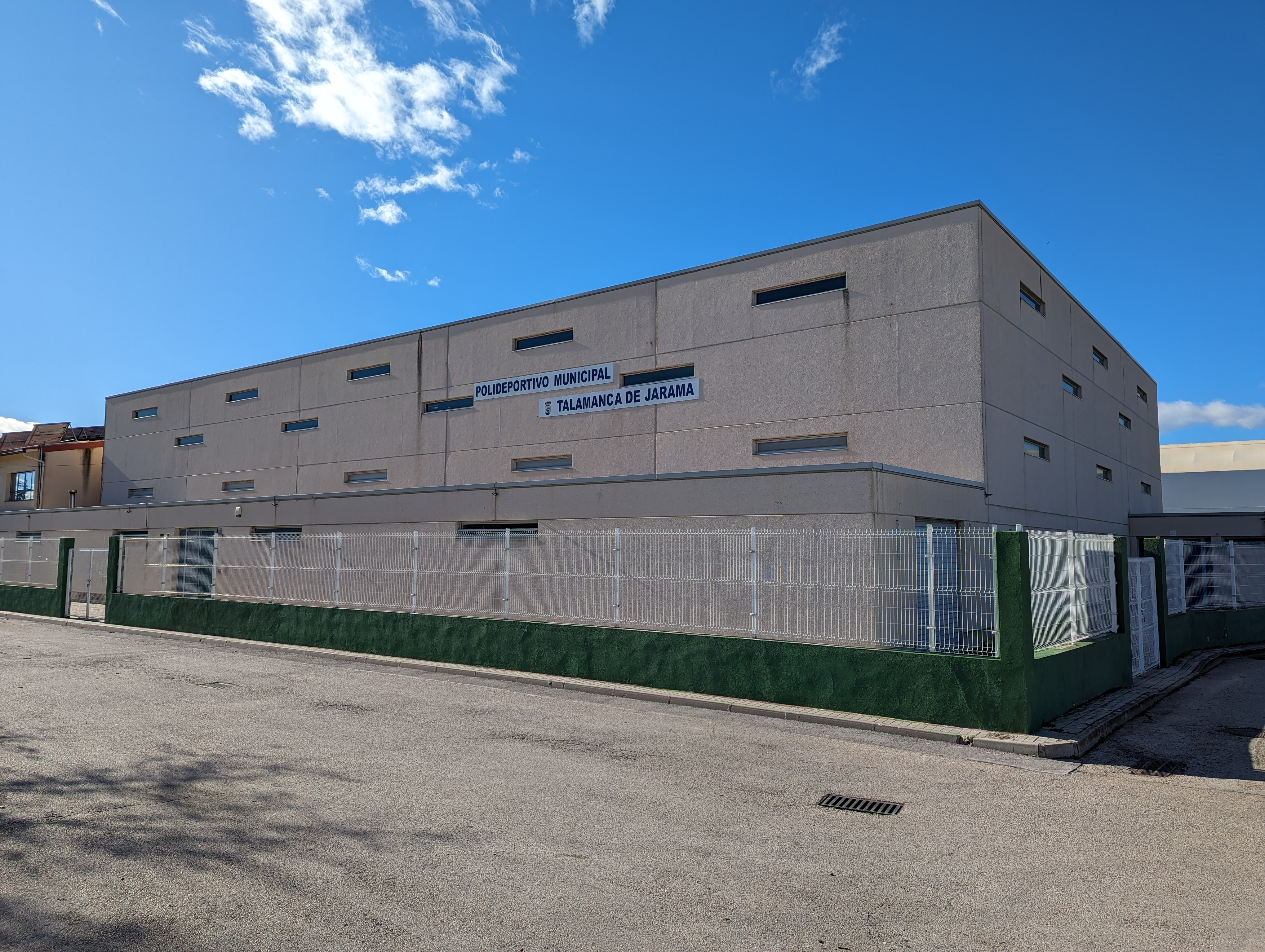
Polideportivo municipal

En cuanto a las actividades físicas, además de las que se pueden practicar en su entorno natural, como correr, el senderismo o el ciclismo, cuenta con un polideportivo y una piscina municipal de verano. Así como con un campo de fútbol, 4 pistas de pádel y 2 de tenis, sala de musculación y pista de frontón. Existe una escuela y un club de tenis agrupadas en el 'Club Raqueta Talamanca', donde también puede aprenderse y practicar el Pádel.
De acuerdo con los datos de la Federación de Fútbol de Madrid, existen siete equipos. El femenino se encuadra en la primera división regional de Madrid, mientras que el masculino se encuentra en la segunda división regional de Madrid, ambos están compuestos por jugadores y jugadoras con licencia de "aficionado".
En el pueblo se realizan diversas competiciones deportivas: 
- Talamanca Trail Atalaya Running Night
- Canicross de Talamanca de Jarama
- Marcha BTT Kemacantos Talamanca de Jarama

## Cultura

### Patrimonio histórico-artístico
Podemos decir que Talamanca es, en lo que se refiere a su patrimonio histórico-artístico, un lugar único en las tierras de Madrid: el punto más sureño a donde llega el románico castellano y, a su vez, el punto más norteño a donde llega la influencia del mudéjar toledano.[cita requerida] La tipología de su arquitectura es característica de las zonas de las vegas: tapial, adobe y entramados de madera. Destaca en Talamanca la Cartuja de los Monjes del Monasterio del Paular, así como sus puentes, sus templos y sus elementos defensivos: la muralla y las atalayas que rodean la zona.
Arquitectura civil

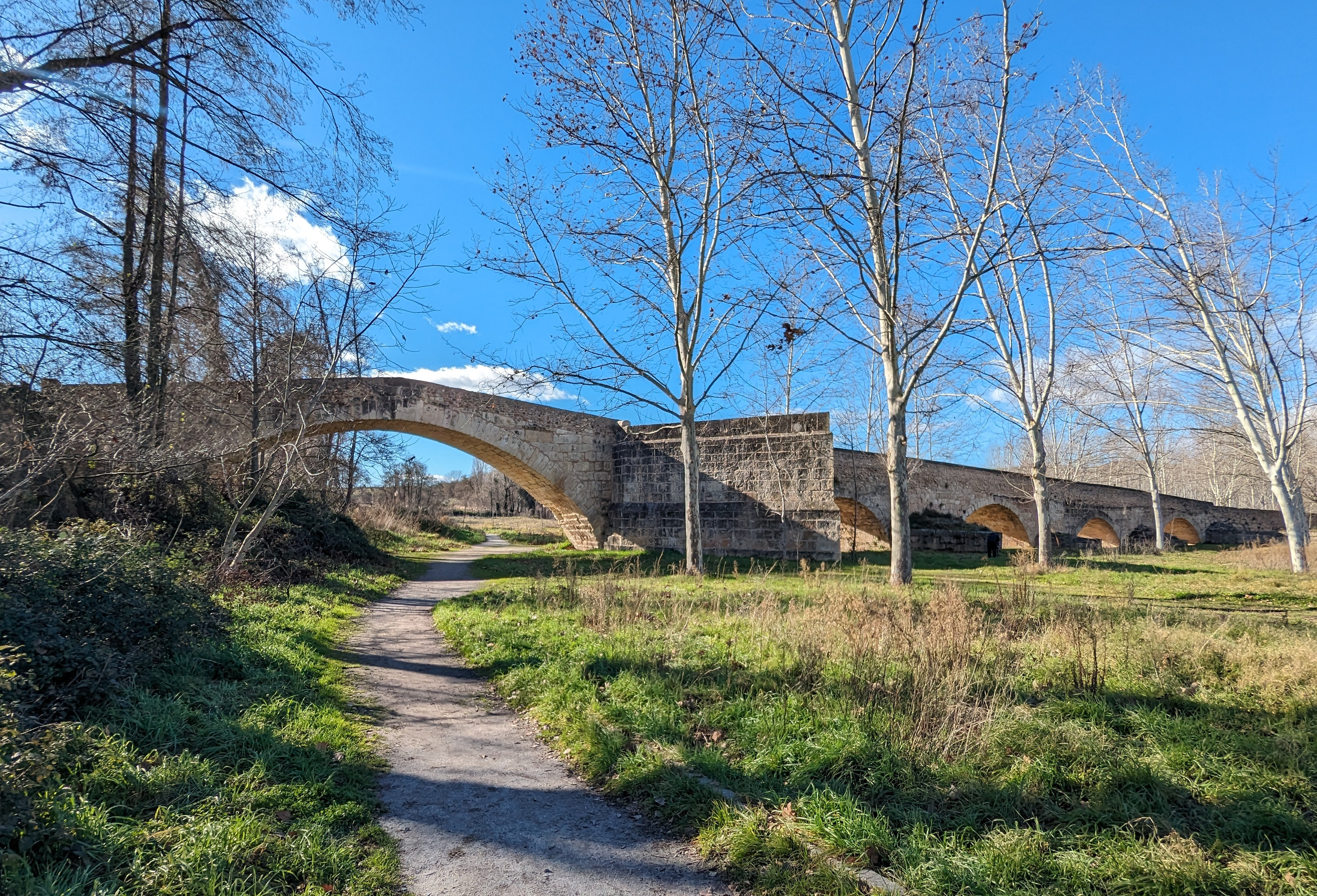
Vista del puente antiguo

- Puente romano De su pasado romano, Talamanca de Jarama conserva un puente de cinco ojos, con arcos rebajados y escarzanos. Es un elemento esencial de la villa, y aparece representado en su escudo, junto con el río Jarama. La construcción que ha llegado a la actualidad es en su mayoría fruto de las transformaciones que se acometieron durante la Edad Media y el Renacimiento. Está declarado Bien de Interés Cultural (BIC). Hay historiadores que creen pudo levantarse en el siglo I a. C., pero la mayoría son de la opinión que la época más correcta estaría enmarcada entre los siglos I o II d. C. Los rasgos de la bóveda más antigua del puente, parecen confirmar que la construcción pudo realizarse al final de la época imperial con materiales procedentes de la cantera de Redueña, cantera que se encontraba en una de las vías que pasaba por Talamanca, la que llevaba de Complutum a Nova Augusta. En las últimas décadas se han realizado trabajos de restauración y preservación, conservándose en buen estado. Está ubicado a 500 m del casco histórico, en el parque de la chopera, que está acondicionado con zonas de recreo.
- Puente nuevo. Se sabe de la existencia de un puente edificado en 1631. No obstante sobre él se construyó el puente actual, reconstrucción que corresponde al siglo XVIII. Está situado sobre el arroyo de Valdejudíos, entre las bodegas dieciochescas de la Cartuja, y la puerta de la Tostonera por la que se accede a la antigua villa. Posee un solo ojo flanqueado de forma alternativa en cada frente por un alto contrafuerte trapezoidal de remate apiramidado. El arco y la bóveda son de traza rebajada, silueteándose aquel con dovelas grandes y bastante regulares ejecutadas con sillares de buena piedra caliza.[44]

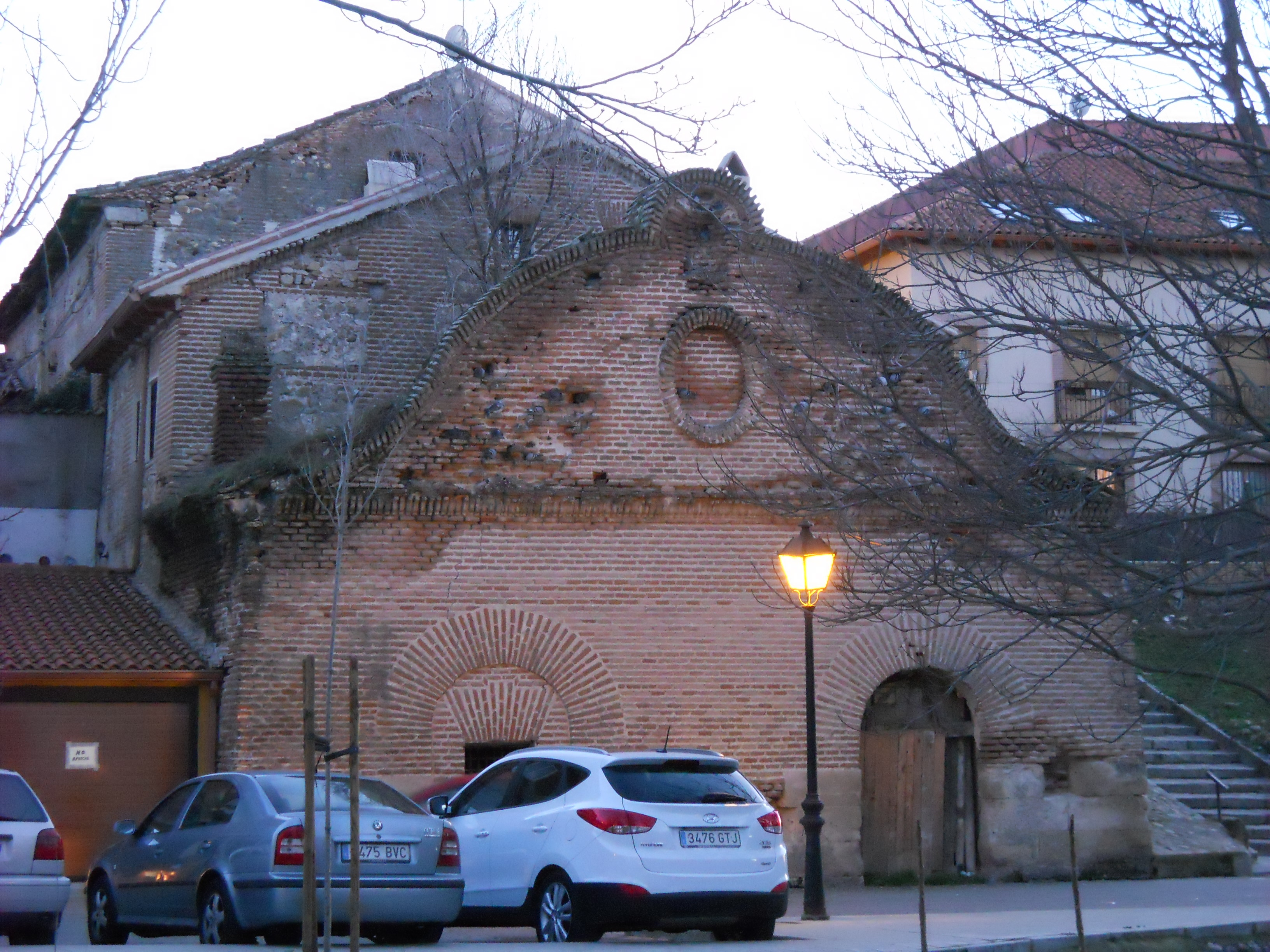
Bodega del Arrabal

- Bodega del Arrabal (entre las calles de San Isidro y Barrio Nuevo). Excavada sobre una ladera en el siglo XVIII y unida a la Cartuja mediante una serie de pasadizos subterráneos, que servían para transportar el vino por unos conductos de piedra hasta las tinajas allí almacenadas. Según los indicios fue, hasta el siglo XVI, la modesta ermita de Santiago del Arrabal. Está ubicada a orillas del arroyo de Valdejudíos y, en el barrio del Arrabal. Presenta tres cuerpos escalonados que se elevan según asciende la orografía. Su interior presenta un pequeño vestíbulo cuadrado del que parten dos galerías paralelas, cubiertas con bóveda de cañón de ladrillo, que se comunican con otras galerías más pequeñas con idéntica cubrición. Los tramos de intersección se cubren con bóvedas de media naranja o de arista, también de ladrillo. La fachada principal, construida en ladrillo sobre un basamento de sillería, presenta dos arcos de medio punto, siendo uno de ellos la puerta de acceso y el otro una ventana.

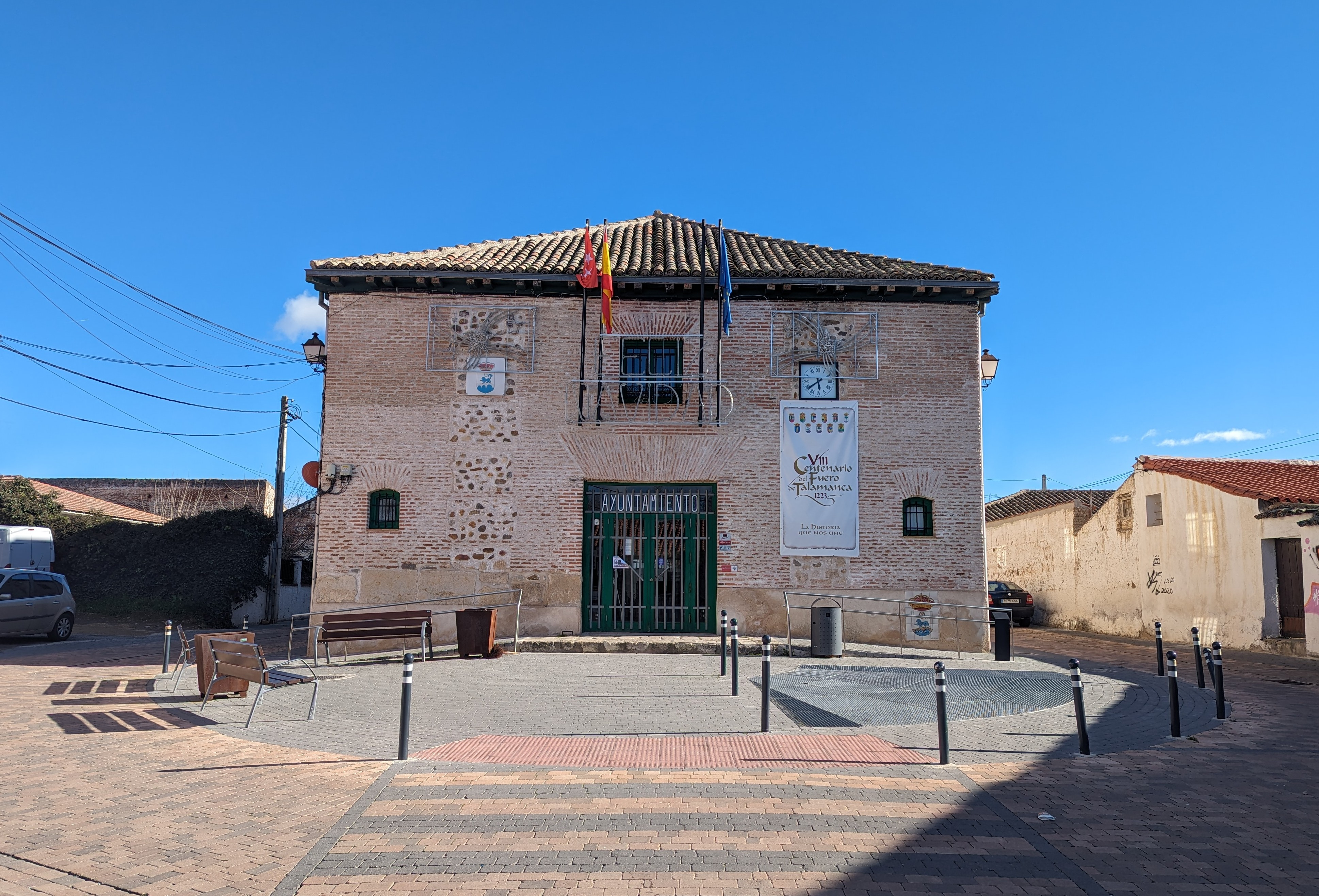
Casa consistorial

- Casa consistorial (calle Fuente del Arca, 19). Eran las antiguas caballerizas del duque de Osuna), del siglo XVII; la casa fue rehabilitada en el XX, y hoy está ocupada por las dependencias principales del Ayuntamiento de Talamanca de Jarama. Tiene forma rectangular en dos plantas más un espacio bajo una cubierta a cuatro aguas con tejas curvas. La planta baja, dedicada en su origen a cuadras está formada por una gran nave dividida por dos hileras de columnas toscanas de piedra caliza. La planta alta antiguamente era diáfana, utilizada como granero. El desván, también diáfano en origen, presenta una armadura de madera que sustenta la cubierta construida mediante el sistema de par y ladrillo. En la actualidad la segunda planta, rehabilitada en 1992 acoge la biblioteca municipal, con una colección de 13.593 libros, 2784 audiovisuales, 2.381 documentos sonoros y 19 publicaciones periódicas.

Arquitectura religiosa

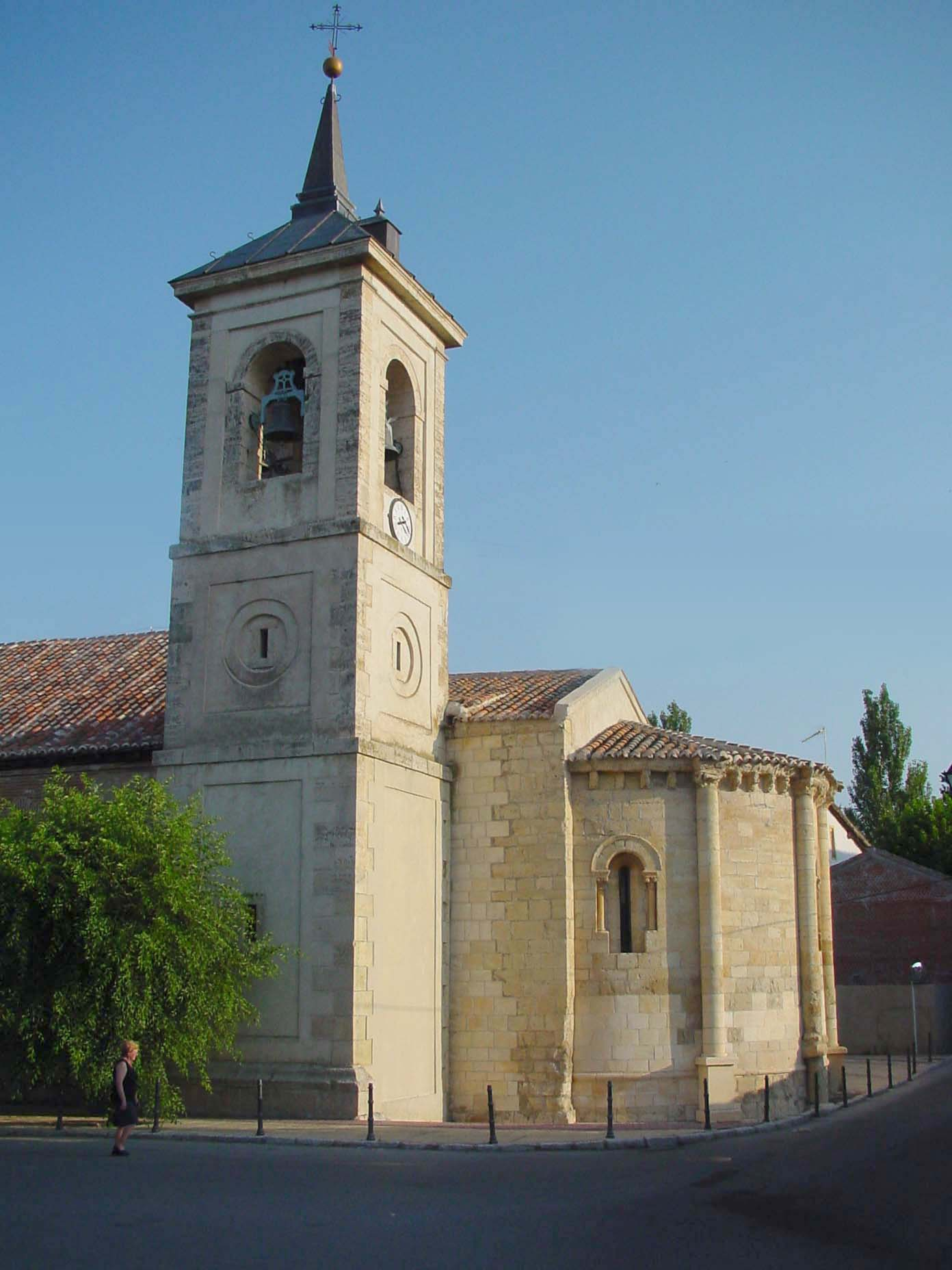
Vista parcial de la iglesia parroquial de San Juan Bautista, con el ábside románico a la derecha

De los cinco templos cristianos con los que llegó a contar la villa durante la Edad Media, solo se mantienen en pie la iglesia de San Juan Bautista y el Ábside de los Milagros (o El Morabito).
- Iglesia de San Juan Bautista. Alberga la parroquia del pueblo y conserva intacto un ábside románico de los siglos XII-XIII, de estilo característicamente segoviano, con bellos ventanales compuestos de arquivoltas de medio punto baquetonadas que apoyan sobre columnas, si bien el resto de la construcción fue levantado en el siglo XVI, tras demolerse la estructura primitiva. Lo más llamativo de esta iglesia es su conjunto de tallas de capiteles, canecillos y metopas, donde se aprecian animales del como arpías, dragones o leones. En el interior, tiene una bóveda románica de horno reforzada por seis nervios triples. Además, destacan sus arcos ciegos de medio punto y los restos de yeserías mudéjares. También hay una talla de la Virgen de la Fuente Santa, réplica de la escultura románica que desapareció en 1936, y una pila bautismal románica de gajos y friso de entrelazos. Está declarada como Bien de Interés Cultural (BIC).

- Ábside de los Milagros. Conocido popularmente como El Morabito. Se trata de la cabecera de una antigua iglesia románico-mudéjar, una construcción característica de ladrillo edificada en el siglo XIII. La aparición de cascos de barro saguntinos en uno de los esquinales del monumento hace pensar que, en su construcción, se aprovecharon materiales de edificios anteriores, correspondientes al periodo romano o tardorromano.

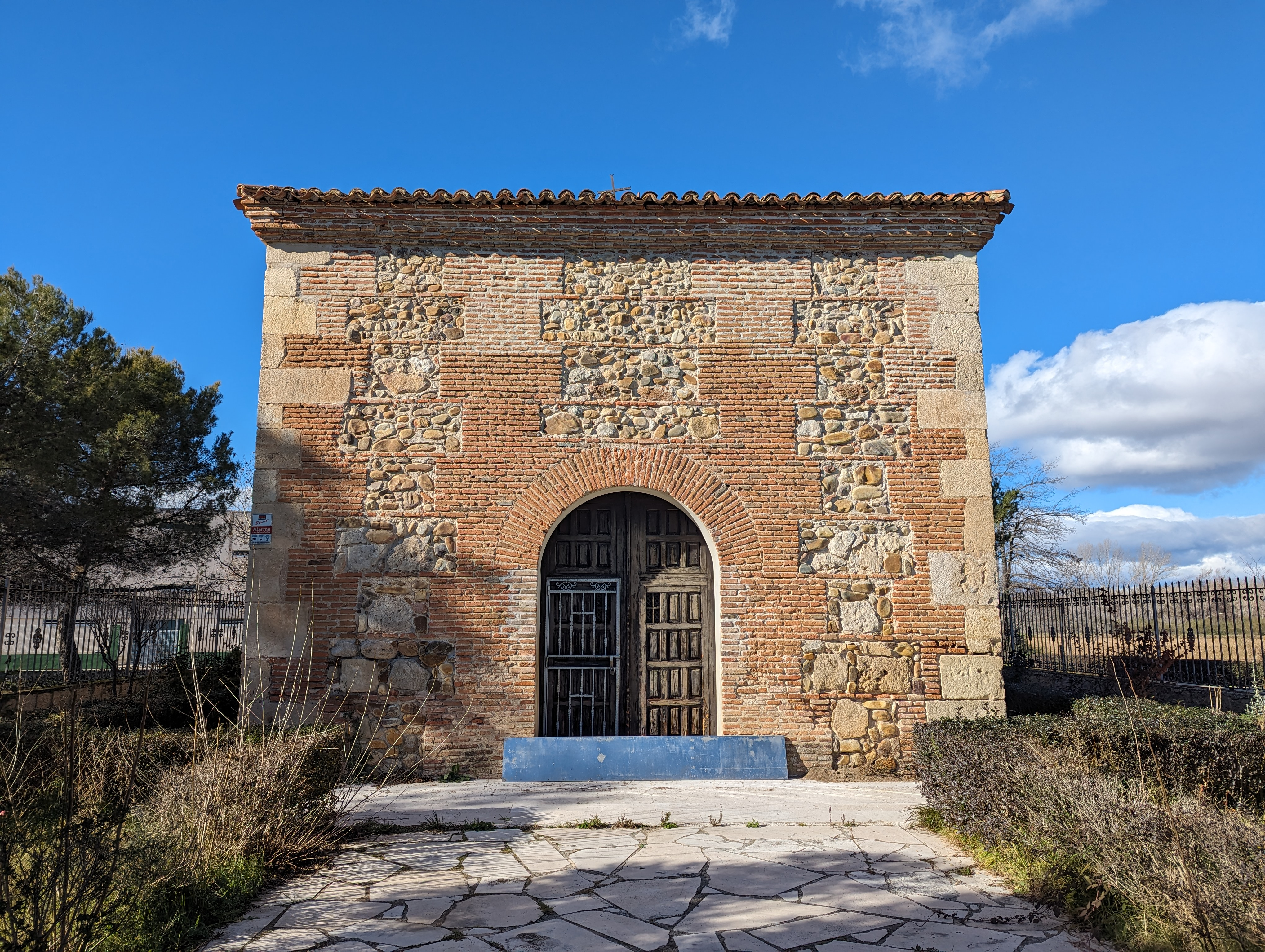
Ermita de la Soledad

- Ermita de la Soledad. Nuestra Señora de la Fuente Santa (calle Cordel de la Soledad). Se trata de una sencilla ermita barroca de planta cuadrada con una cubierta a cuatro aguas, está construida en el siglo XVII, en mampostería en cajas y ladrillo. Se encuentra en la calle de la Soledad, camino del puente romano. Construcción barroca de planta cuadrada con una cubierta a cuatro aguas.

Existieron asimismo un templo dedicado a Santa María la Mayor o de la Almudena, y otro bajo la advocación de San Miguel.
La antigua iglesia de Santa María de la Almudena estaba enclavada al Sur del recinto fortificado, dentro de la “Almudaina”, en la calle que ahora lleva el nombre de Santa María, siendo demolida en el siglo XIX. Ya las relaciones de Felipe II, al describir esta antigua parroquia, indican sobre la misma que "antiguamente dicen solía ser mezquita de moros y es al modo de la de Córdoba con mármoles de jaspe en ella". Esta descripción, realizada por los propios vecinos y un tanto exagerada, es pese a ello un indicio más del esplendor que alcanzó la villa en la etapa del califato. También informaban sobre las reliquias de esta iglesia: "A los cincuenta y un capítulos dicen que en la iglesia de Nuestra Señora de la Almudena hay reliquias de señor San Blas y San Laurencio".
- La Cartuja de Talamanca de Jarama, data del siglo XVII. Con este nombre se conoce un complejo agrario, fundado por los monjes de la Cartuja de El Paular, en Rascafría. Ubicado entre las calles de San Miguel, del Viento y de la Soledad. El edificio, realizado a dos alturas, se estructura alrededor de un patio en forma de L y en su interior se distribuyen distintas dependencias de interés histórico, caso de la cocina y de la capilla. Su característico e inconfundible acceso principal presenta una gran puerta adintelada con sillares, cerrada por dos hojas de madera con casetones y clavos. Sobre el vano resalta un frontón curvilíneo bordeado por moldura barroca con el escudo de Castilla y León. Fue incoado expediente para su declaración como monumento histórico artístico por resolución de fecha de 19 de noviembre de 1982 y declarado bien de interés cultural en diciembre de 2022, con categoría de Monumento.[45] Entre los elementos más destacables están la bodega, cubierta por bóvedas de ladrillo, y la capilla, decorada con frescos. Utilizada desde hace más de cincuenta años como plató de cine, ha acogido conocidas películas y series de trasfondo histórico como Los Tres Mosqueteros, El Zorro, Farinelli, Goya, El Capitán Alatriste, o Águila Roja.

Arquitectura militar

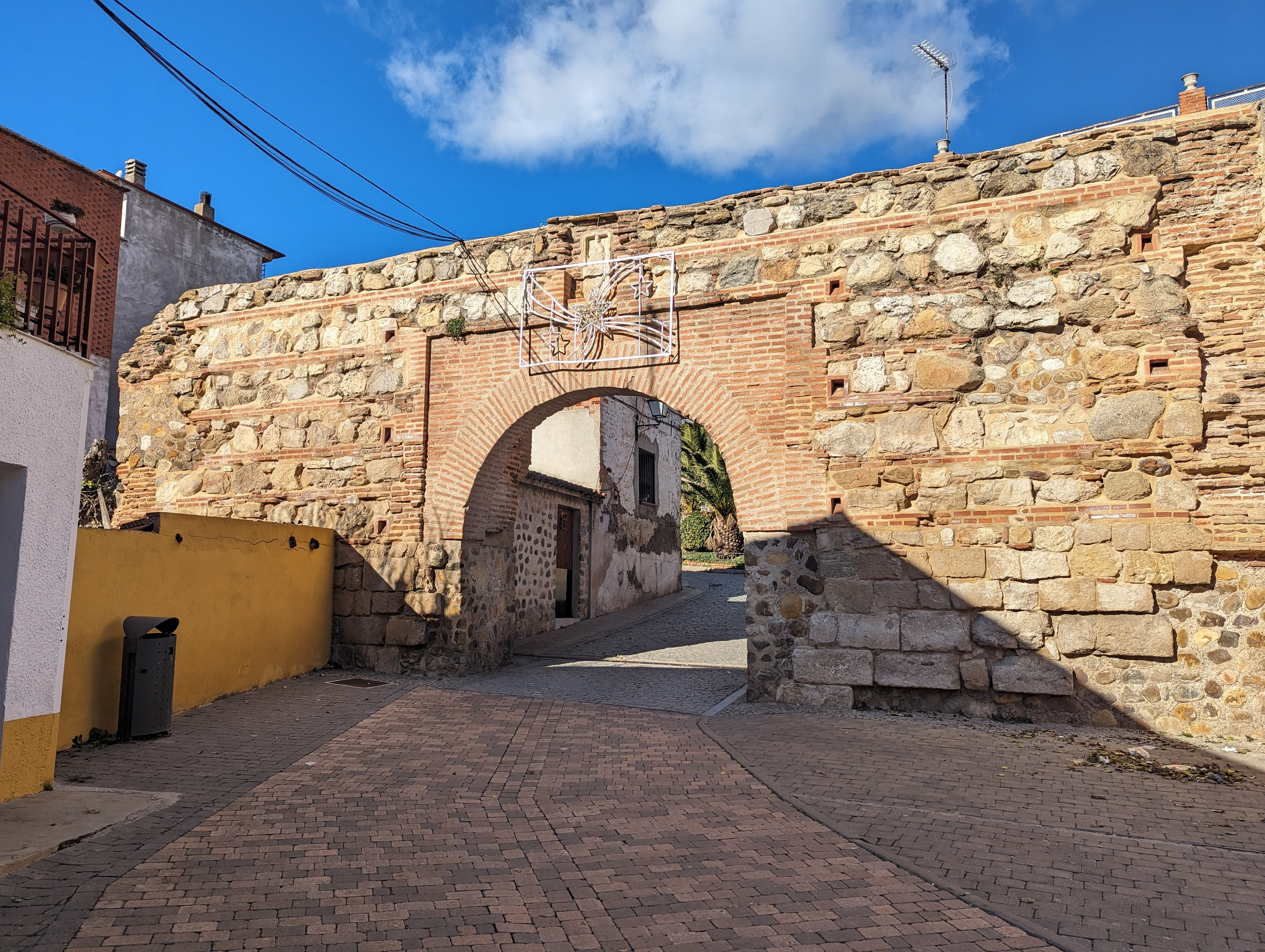
Puerta sur de la muralla, la Tostonera, del siglo IX

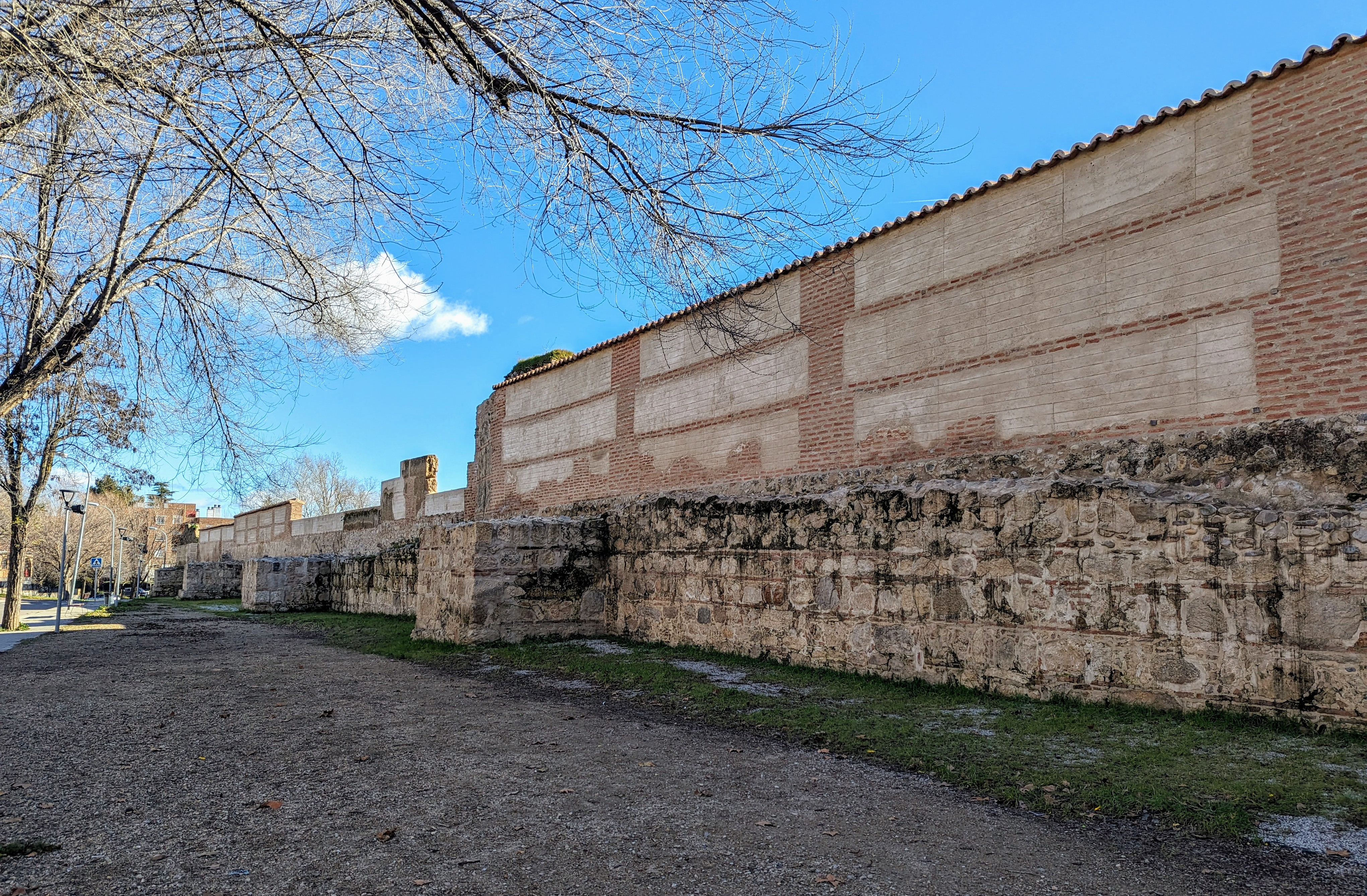
Muralla

- Muralla de Talamanca. A la época medieval corresponden diferentes restos del primitivo recinto amurallado, del que sólo se conservan algunas partes. Cabe destacar la Puerta Sur (también llamada de la Tostonera) y la Puerta del Este (o Principal), así como varios torreones y lienzos dispersos. La Puerta del Este se abre con un torreón de esquina también llamada Puerta de Uceda, de origen tardo-romano fue declarada en 1931 Monumento Histórico Artístico. Otro de los torreones se encuentra incorporado a la cerca de la Cartuja. El itinerario para la realización de la Ruta Geomonumental de Talamanca de Jarama contempla 10 paradas, que permiten observar la práctica totalidad del recinto amurallado conservado hasta la actualidad. La muralla tenía un perímetro de 1300 m y una forma de pentágono irregular, su altura era variable aunque no superaba los 5 m en muchos puntos exceptuando los torreones y los muros de contención, que podrían sobrepasar los 15 m. Las ruinas del recinto fortificado están también declaradas como Bien de Interés Cultural (BIC). Existe un gran lienzo en la parte más alta donde se encontraba la alcazaba árabe (se puede contemplar desde la calle de San Isidro). En 2013 se hallaron vestigios de una puerta islámica datada en la segunda mitad del siglo X; estuvo compuesta por un gran arco de herradura doblado y construido en ladrillo y protegido por dos torres.[46]
- Muralla cristiana: en 2017 se descubre bajo la tapia de la Cartuja una muralla, construida por los cristianos entre los siglos XIII y XIV. La Dirección General de Patrimonio de la Comunidad de Madrid afirmó que se trataba del hallazgo "más importante del año" en la región madrileña. La construcción, bien conservada tras pasar siglos bajo toneladas de tierra, “supera[ba]n la altura de tres metros en los lienzos y más de dos en los torreones”, contando con 7 torreones. Además en la muralla se podían observar varios vestigios visigodos.[47]

Atalayas
En las inmediaciones de Talamanca, controlando los accesos al puerto de Somosierra desde el valle del Jarama, se situaron cinco atalayas. Estas atalayas fueron construidas entre los siglos IX, durante el emirato de Muhamed I de Córdoba, y X, en la época de Abd al-Rahman III. Trataban de controlar las incursiones cristianas provenientes del norte. Forman parte de un sistema defensivo y organizador de un territorio determinado que se conoce por las fuentes como Marca media del Ándalus y que durante el emirato y califato cordobés constituyó la frontera entre árabes y cristianos. Situadas en lugares elevados distaban unas de otras menos de 2 km de modo que las torres tenían visibilidad entre sí y permitían una comunicación rápida.

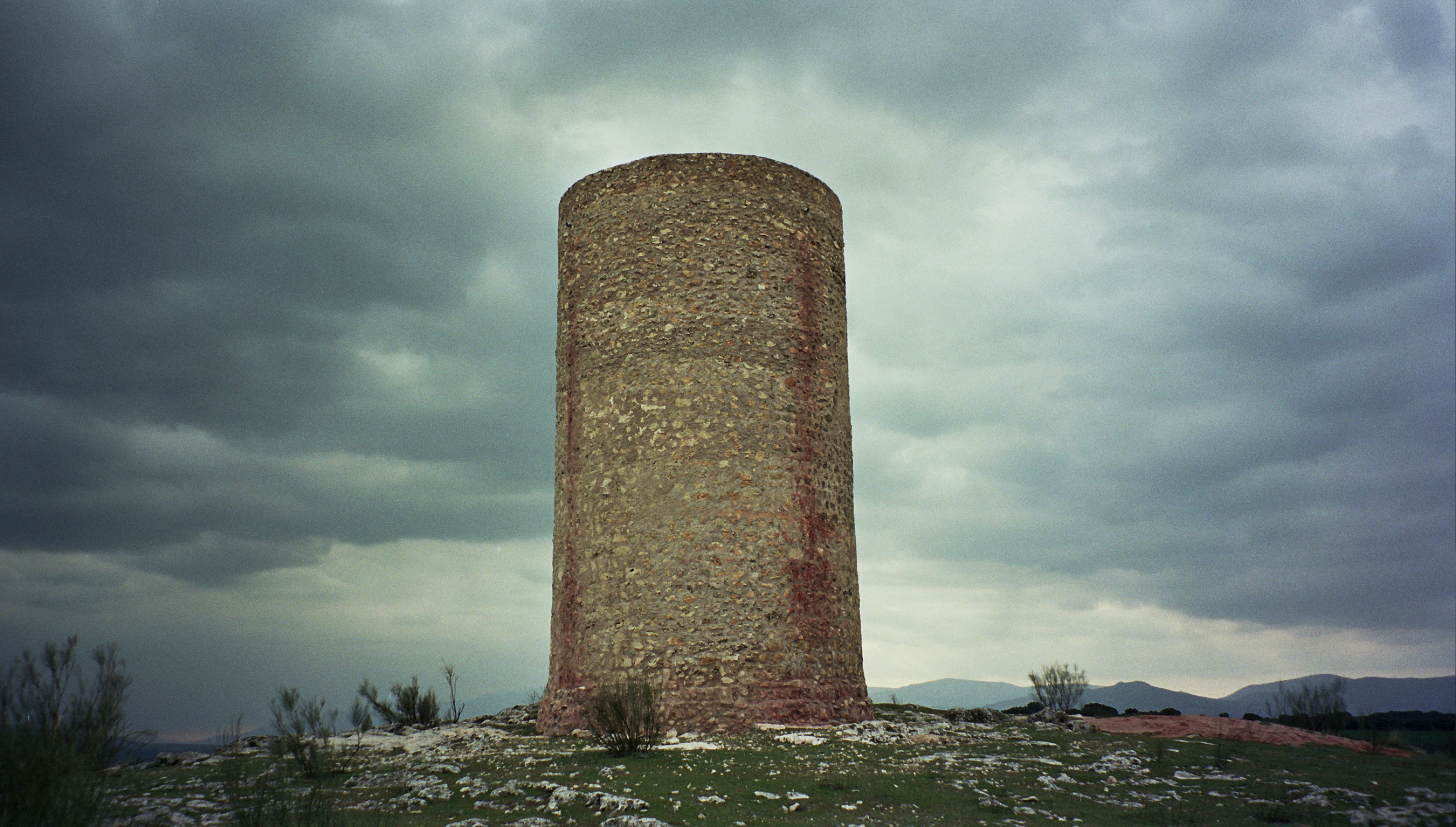
Atalaya islámica ubicada entre El Vellón y El Espartal.

- El Vellón. (BIC) Es la más cercana a Talamanca. Tiene 6 m de diámetro y 9 m de altura, con muros de mampostería de 1 m de espesor y puerta de acceso a 2,5 m del suelo; tenía tres pisos. Forma parte de una de las rutas de senderismo y cicloturismo de la zona. Destaca por estar rodeada de un encinar y un espléndido bosque de enebros.
- Arrebatacapas (término de Torrelaguna): Es la mejor conservada, con una altura de 11 m y 6 m de diámetro; tenía cuatro pisos situados sobre otro macizo, a cuyo nivel se encontraba la puerta.
- Torrepedrera (término de El Berrueco): Es de forma troncocónica, con tres pisos. El espesor del muro disminuye desde 1,5 m en la base hasta 1 m en la coronación. Se utiliza en la actualidad como puesto de vigilancia contra incendios.
- Venturada. Es la única que tuvo piso de madera al nivel de la puerta, posiblemente porque su colocación sobre rocas de granito hizo innecesario el espacio macizo que aparece en las otras. El perfil, de cuatro cuerpos, es ligeramente escalonado. El cuerpo superior ha desaparecido casi por completo.
- El Molar, ya desaparecida.

Más al norte, en el término municipal de Torremocha de Jarama, dentro de la finca conocida como Casa de Oficios, se encuentra también el Torreón de Torritón, también en estado de ruina y de propiedad privada.
Ruinas de Campoalbillo
De este antiguo municipio, el pequeño "lugar" de Campoalbillo, otrora perteneciente al partido de Alcalá ya solo quedan las ruinas, que ofrecen una curiosa estampa, con los restos de una escueta aldea abandonada hace más de cien años. 40°43′18″N 3°28′57″O / 40.72167, -3.48250
Restos de la Fuente del Fraile
La Fuente del Fraile, hecha en ladrillo y piedra, es una muestra de las varias fuentes que tuvo Talamanca debido a su riqueza en agua, proveniente de los numerosos arroyos que surcan la zona. 40°45′25″N 3°30′1″O / 40.75694, -3.50028

### Fiestas
Talamanca de Jarama posee dos fiestas significativas:
- San Blas (3 de febrero). Fiesta en honor al patrón del pueblo.
- Fiestas en honor a la Virgen de la Fuente Santa. La fecha de la celebración de las fiestas de la Patrona varía, celebrándose el domingo siguiente al Domingo de Resurrección. En él se celebra actos religiosos en honor a la Virgen de la Fuente Santa, y se celebran encierros, novilladas, ferias, verbenas..

También destacan las siguientes fiestas:
- Mayos (1 de mayo).
- San Isidro (15 de mayo).
- Corpus Christi (junio).

### Talamanca y el cine
Talamanca de Jarama ha servido de escenario para distintas producciones cinematográficas. Es el caso del filme Alatriste (2006), dirigido por Agustín Díaz Yanes, que utilizó diferentes edificios históricos de la localidad en algunas de sus localizaciones. Otras producciones internacionales que se han rodado en todo o en parte en esta localidad son Conan el Bárbaro, 1492, Farineli il Castrato y Los fantasmas de Goya, de Milos Forman. También se han rodado conocidas películas españolas como ¡Ay, Carmela!, La Lozana andaluza, Abuelo made in Spain protagonizada por el popular Paco Martínez Soria, Extramuros, Vente a Alemania, Pepe y El Bosque Animado.
La localidad es la protagonista absoluta del cine rodado en la región, y acumula de hecho más de 130 largometrajes en su haber. Del éxito de Talamanca es culpable, en gran medida, la Cartuja, una antigua granja del monasterio de El Paular, con enorme patio, cuadra de ovejas, bodega, capilla, claustro, granero, cocina y desván, que conserva intacto, como dentro de una burbuja, el aire del siglo XVII. También ha servido de localización en múltiples películas el puente romano y la iglesia.
Uno de los cineastas que más ha rodado en la zona ha sido Paul Naschy, seudónimo de Jacinto Molina. También ha sido escenario de series televisivas como el Don Quijote que protagonizaron Fernando Rey y Alfredo Landa Los gozos y las sombras o los recientes Águila Roja y El Ministerio del Tiempo

## Ciudades hermanas
- Talamanca (Costa Rica)